# Lista över fornlämningar i Ekerö kommun
Lista över fornlämningar i Ekerö kommun är en förteckning av ett urval av de fornlämningar som finns i Ekerö kommun.

## Adelsö
| Namn                                   | Lämningstyp                      | Tillkomsttid | Historisk indelning | Plats     | Läge                 | ID-nr          | Bild                                      |
| -------------------------------------- | -------------------------------- | ------------ | ------------------- | --------- | -------------------- | -------------- | ----------------------------------------- |
| Adelsö 1:1                             | Gravfält                         |              | Adelsö, Uppland     |           | 59.336074, 17.527231 | 10000100010001 | Ladda upp en bild av detta fornminne      |
| Adelsö 2:1                             | Stensättning                     |              | Adelsö, Uppland     |           | 59.341532, 17.533906 | 10000100020001 | Ladda upp en bild av detta fornminne      |
| Adelsö 2:2                             | Stensättning                     |              | Adelsö, Uppland     |           | 59.341764, 17.533446 | 10000100020002 | Ladda upp en bild av detta fornminne      |
| Adelsö 4:1                             | Gravfält                         |              | Adelsö, Uppland     |           | 59.339883, 17.533809 | 10000100040001 | Ladda upp en bild av detta fornminne      |
| Adelsö 6:1                             | Gravfält                         |              | Adelsö, Uppland     |           | 59.347082, 17.530091 | 10000100060001 | Ladda upp en bild av detta fornminne      |
| Adelsö 7:1                             | Gravfält                         |              | Adelsö, Uppland     |           | 59.351246, 17.531588 | 10000100070001 | Ladda upp en bild av detta fornminne      |
| Adelsö 8:1                             | Gravfält                         |              | Adelsö, Uppland     |           | 59.349464, 17.532657 | 10000100080001 | Ladda upp en bild av detta fornminne      |
| Adelsö 9:1                             | Stensättning                     |              | Adelsö, Uppland     |           | 59.349789, 17.524132 | 10000100090001 | Ladda upp en bild av detta fornminne      |
| Adelsö 9:2                             | Stensättning                     |              | Adelsö, Uppland     |           | 59.349917, 17.525107 | 10000100090002 | Ladda upp en bild av detta fornminne      |
| Adelsö 9:3                             | Stensättning                     |              | Adelsö, Uppland     |           | 59.350026, 17.525642 | 10000100090003 | Ladda upp en bild av detta fornminne      |
| Adelsö 9:4                             | Stensättning                     |              | Adelsö, Uppland     |           | 59.349896, 17.525897 | 10000100090004 | Ladda upp en bild av detta fornminne      |
| Adelsö 10:1                            | Gravfält                         |              | Adelsö, Uppland     |           | 59.351727, 17.523918 | 10000100100001 | Ladda upp en bild av detta fornminne      |
| Adelsö 11:1                            | Fornborg                         |              | Adelsö, Uppland     |           | 59.343954, 17.497238 | 10000100110001 | Ladda upp en bild av detta fornminne      |
| Adelsö 12:1                            | Gravfält                         |              | Adelsö, Uppland     |           | 59.345417, 17.504473 | 10000100120001 | Ladda upp en bild av detta fornminne      |
| Adelsö 13:1                            | Stensättning                     |              | Adelsö, Uppland     |           | 59.345778, 17.505321 | 10000100130001 | Ladda upp en bild av detta fornminne      |
| Adelsö 15:1                            | Gravfält                         |              | Adelsö, Uppland     |           | 59.347059, 17.508353 | 10000100150001 | Ladda upp en bild av detta fornminne      |
| Adelsö 17:1                            | Stensättning                     |              | Adelsö, Uppland     |           | 59.357620, 17.499292 | 10000100170001 | Ladda upp en bild av detta fornminne      |
| Adelsö 17:2                            | Stensättning                     |              | Adelsö, Uppland     |           | 59.357513, 17.499215 | 10000100170002 | Ladda upp en bild av detta fornminne      |
| Adelsö 17:3                            | Stensättning                     |              | Adelsö, Uppland     |           | 59.357417, 17.499614 | 10000100170003 | Ladda upp en bild av detta fornminne      |
| Adelsö 17:4                            | Stensättning                     |              | Adelsö, Uppland     |           | 59.357517, 17.500095 | 10000100170004 | Ladda upp en bild av detta fornminne      |
| Adelsö 18:1                            | Stensättning                     |              | Adelsö, Uppland     |           | 59.356115, 17.499024 | 10000100180001 | Ladda upp en bild av detta fornminne      |
| Adelsö 18:2                            | Stensättning                     |              | Adelsö, Uppland     |           | 59.355989, 17.499087 | 10000100180002 | Ladda upp en bild av detta fornminne      |
| Adelsö 19:1                            | Hällristning                     |              | Adelsö, Uppland     |           | 59.356021, 17.496765 | 10000100190001 | Ladda upp en bild av detta fornminne      |
| Adelsö 21:1                            | Gravfält                         |              | Adelsö, Uppland     |           | 59.359027, 17.511355 | 10000100210001 | Ladda upp en bild av detta fornminne      |
| Adelsö 22:1                            | Hög                              |              | Adelsö, Uppland     |           | 59.353164, 17.519734 | 10000100220001 | Ladda upp en bild av detta fornminne      |
| Adelsö 22:2                            | Stensättning                     |              | Adelsö, Uppland     |           | 59.353238, 17.519615 | 10000100220002 | Ladda upp en bild av detta fornminne      |
| Adelsö 22:3                            | Stensättning                     |              | Adelsö, Uppland     |           | 59.353243, 17.519862 | 10000100220003 | Ladda upp en bild av detta fornminne      |
| Kung Racks grav (Adelsö 23:1)          | Gravfält                         |              | Adelsö, Uppland     |           | 59.350701, 17.517633 | 10000100230001 | Ladda upp en bild av detta fornminne      |
| Adelsö 25:1                            | Stensättning                     |              | Adelsö, Uppland     |           | 59.365532, 17.502061 | 10000100250001 | Ladda upp en till bild av detta fornminne |
| Adelsö 26:1                            | Stensättning                     |              | Adelsö, Uppland     |           | 59.367626, 17.505641 | 10000100260001 | Ladda upp en bild av detta fornminne      |
| Ansgarsmonumentet (Adelsö 33:1)        | Minnesmärke                      |              | Adelsö, Uppland     |           | 59.332871, 17.544318 | 10000100330001 | Ladda upp en till bild av detta fornminne |
| Borg (Adelsö 34:1)                     | Fornborg                         |              | Adelsö, Uppland     |           | 59.332759, 17.546047 | 10000100340001 | Ladda upp en till bild av detta fornminne |
| Borgs hage (Adelsö 35:1)               | Gravfält                         |              | Adelsö, Uppland     |           | 59.332217, 17.544756 | 10000100350001 | Ladda upp en till bild av detta fornminne |
| Adelsö 37:1                            | Röse                             |              | Adelsö, Uppland     |           | 59.370691, 17.506379 | 10000100370001 | Ladda upp en bild av detta fornminne      |
| Adelsö 38:1                            | Gravfält                         |              | Adelsö, Uppland     |           | 59.371291, 17.501656 | 10000100380001 | Ladda upp en bild av detta fornminne      |
| Adelsö 39:1                            | Stensättning                     |              | Adelsö, Uppland     |           | 59.370187, 17.508635 | 10000100390001 | Ladda upp en till bild av detta fornminne |
| Adelsö 40:1                            | Gravfält                         |              | Adelsö, Uppland     |           | 59.369213, 17.514123 | 10000100400001 | Ladda upp en bild av detta fornminne      |
| Adelsö 41:1                            | Stensättning                     |              | Adelsö, Uppland     |           | 59.371295, 17.516500 | 10000100410001 | Ladda upp en bild av detta fornminne      |
| Adelsö 41:2                            | Stensättning                     |              | Adelsö, Uppland     |           | 59.371611, 17.516379 | 10000100410002 | Ladda upp en bild av detta fornminne      |
| Adelsö 42:1                            | Gravfält                         |              | Adelsö, Uppland     |           | 59.371959, 17.512804 | 10000100420001 | Ladda upp en till bild av detta fornminne |
| Adelsö 44:1                            | Gravfält                         |              | Adelsö, Uppland     |           | 59.373597, 17.504959 | 10000100440001 | Ladda upp en bild av detta fornminne      |
| Hovgårdstenen (Adelsö 46:1)            | Runristning                      |              | Adelsö, Uppland     | Hovgården | 59.360140, 17.534005 | 10000100460001 | Ladda upp en till bild av detta fornminne |
| Alsnö hus (Adelsö 47:1)                | Borg                             |              | Adelsö, Uppland     |           | 59.360797, 17.535759 | 10000100470001 | Ladda upp en till bild av detta fornminne |
| Nr 4 och 6: Kungshögarna (Adelsö 48:1) | Hög                              |              | Adelsö, Uppland     |           | 59.361310, 17.528999 | 10000100480001 | Ladda upp en till bild av detta fornminne |
| Nr 4 och 6: Kungshögarna (Adelsö 48:2) | Hög                              |              | Adelsö, Uppland     |           | 59.361395, 17.529756 | 10000100480002 | Ladda upp en till bild av detta fornminne |
| Nr 4 och 6: Kungshögarna (Adelsö 48:3) | Hög                              |              | Adelsö, Uppland     |           | 59.360873, 17.530234 | 10000100480003 | Ladda upp en till bild av detta fornminne |
| Nr 4 och 6: Kungshögarna (Adelsö 48:4) | Hög                              |              | Adelsö, Uppland     |           | 59.360749, 17.530858 | 10000100480004 | Ladda upp en till bild av detta fornminne |
| Nr 4 och 6: Kungshögarna (Adelsö 48:5) | Hög                              |              | Adelsö, Uppland     |           | 59.360658, 17.531960 | 10000100480005 | Ladda upp en till bild av detta fornminne |
| Nr 4 och 6: Kungshögarna (Adelsö 48:6) | Hög                              |              | Adelsö, Uppland     |           | 59.360808, 17.532639 | 10000100480006 | Ladda upp en till bild av detta fornminne |
| Nr 4 och 6: Kungshögarna (Adelsö 48:7) | Hög                              |              | Adelsö, Uppland     |           | 59.360582, 17.529581 | 10000100480007 | Ladda upp en till bild av detta fornminne |
| Adelsö 49:1                            | Runristning                      |              | Adelsö, Uppland     |           | 59.360125, 17.531821 | 10000100490001 | Ladda upp en till bild av detta fornminne |
| Adelsö 49:2                            | Runristning                      |              | Adelsö, Uppland     |           | 59.360094, 17.531822 | 10000100490002 | Ladda upp en till bild av detta fornminne |
| Adelsö 51:1                            | Hög                              |              | Adelsö, Uppland     |           | 59.362178, 17.525319 | 10000100510001 | Ladda upp en till bild av detta fornminne |
| Adelsö 51:2                            | Hög                              |              | Adelsö, Uppland     |           | 59.362181, 17.525090 | 10000100510002 | Ladda upp en bild av detta fornminne      |
| Närkällan (Adelsö 52:2)                | Stensättning                     |              | Adelsö, Uppland     |           | 59.362004, 17.527155 | 10000100520002 | Ladda upp en bild av detta fornminne      |
| Adelsö 53:1                            | Gravfält                         |              | Adelsö, Uppland     |           | 59.362721, 17.523946 | 10000100530001 | Ladda upp en bild av detta fornminne      |
| Adelsö 55:1                            | Stensättning                     |              | Adelsö, Uppland     |           | 59.360113, 17.529453 | 10000100550001 | Ladda upp en bild av detta fornminne      |
| Adelsö 55:2                            | Husgrund, förhistorisk/medeltida |              | Adelsö, Uppland     |           | 59.360039, 17.529876 | 10000100550002 | Ladda upp en bild av detta fornminne      |
| Adelsö 56:1                            | Gravfält                         |              | Adelsö, Uppland     |           | 59.385214, 17.472837 | 10000100560001 | Ladda upp en bild av detta fornminne      |
| Adelsö 57:1                            | Gravfält                         |              | Adelsö, Uppland     |           | 59.394022, 17.492780 | 10000100570001 | Ladda upp en bild av detta fornminne      |
| Adelsö 61:1                            | Stensättning                     |              | Adelsö, Uppland     |           | 59.379470, 17.514362 | 10000100610001 | Ladda upp en bild av detta fornminne      |
| Adelsö 64:1                            | Röse                             |              | Adelsö, Uppland     |           | 59.380858, 17.519038 | 10000100640001 | Ladda upp en bild av detta fornminne      |
| Adelsö 64:2                            | Stensättning                     |              | Adelsö, Uppland     |           | 59.380623, 17.519064 | 10000100640002 | Ladda upp en bild av detta fornminne      |
| Adelsö 65:1                            | Stensättning                     |              | Adelsö, Uppland     |           | 59.381688, 17.518929 | 10000100650001 | Ladda upp en bild av detta fornminne      |
| Adelsö 66:1                            | Röse                             |              | Adelsö, Uppland     |           | 59.382804, 17.507326 | 10000100660001 | Ladda upp en bild av detta fornminne      |
| Adelsö 66:2                            | Röse                             |              | Adelsö, Uppland     |           | 59.383422, 17.507421 | 10000100660002 | Ladda upp en bild av detta fornminne      |
| Adelsö 67:1                            | Stensättning                     |              | Adelsö, Uppland     |           | 59.384296, 17.512013 | 10000100670001 | Ladda upp en bild av detta fornminne      |
| Adelsö 69:1                            | Stensättning                     |              | Adelsö, Uppland     |           | 59.381417, 17.502686 | 10000100690001 | Ladda upp en bild av detta fornminne      |
| Mickels backe (Adelsö 70:1)            | Gravfält                         |              | Adelsö, Uppland     |           | 59.376778, 17.506438 | 10000100700001 | Ladda upp en till bild av detta fornminne |
| Adelsö 71:1                            | Stensättning                     |              | Adelsö, Uppland     |           | 59.396879, 17.468230 | 10000100710001 | Ladda upp en bild av detta fornminne      |
| Adelsö 73:1                            | Gravfält                         |              | Adelsö, Uppland     |           | 59.384609, 17.475544 | 10000100730001 | Ladda upp en bild av detta fornminne      |
| Adelsö 75:1                            | Stensättning                     |              | Adelsö, Uppland     |           | 59.373785, 17.501522 | 10000100750001 | Ladda upp en till bild av detta fornminne |
| Adelsö 76:1                            | Stensättning                     |              | Adelsö, Uppland     |           | 59.372520, 17.501021 | 10000100760001 | Ladda upp en bild av detta fornminne      |
| Adelsö 77:1                            | Röse                             |              | Adelsö, Uppland     |           | 59.328181, 17.489899 | 10000100770001 | Ladda upp en bild av detta fornminne      |
| Adelsö 77:2                            | Grav markerad av sten/block      |              | Adelsö, Uppland     |           | 59.328270, 17.489974 | 10000100770002 | Ladda upp en bild av detta fornminne      |
| Adelsö 78:1                            | Gravfält                         |              | Adelsö, Uppland     |           | 59.401283, 17.498898 | 10000100780001 | Ladda upp en bild av detta fornminne      |
| Adelsö 79:1                            | Gravfält                         |              | Adelsö, Uppland     |           | 59.399048, 17.500445 | 10000100790001 | Ladda upp en bild av detta fornminne      |
| Adelsö 82:1                            | Hög                              |              | Adelsö, Uppland     |           | 59.398478, 17.492522 | 10000100820001 | Ladda upp en bild av detta fornminne      |
| Adelsö 82:2                            | Hög                              |              | Adelsö, Uppland     |           | 59.398405, 17.492357 | 10000100820002 | Ladda upp en bild av detta fornminne      |
| Adelsö 83:1                            | Gravfält                         |              | Adelsö, Uppland     |           | 59.402310, 17.502847 | 10000100830001 | Ladda upp en bild av detta fornminne      |
| Adelsö 84:1                            | Gravfält                         |              | Adelsö, Uppland     |           | 59.403001, 17.504083 | 10000100840001 | Ladda upp en bild av detta fornminne      |
| Adelsö 85:1                            | Stensättning                     |              | Adelsö, Uppland     |           | 59.383263, 17.522372 | 10000100850001 | Ladda upp en bild av detta fornminne      |
| Skansberget (Adelsö 86:1)              | Fornborg                         |              | Adelsö, Uppland     |           | 59.376868, 17.526041 | 10000100860001 | Ladda upp en till bild av detta fornminne |
| Adelsö 87:1                            | Hög                              |              | Adelsö, Uppland     |           | 59.375159, 17.528787 | 10000100870001 | Ladda upp en bild av detta fornminne      |
| Adelsö 87:2                            | Hög                              |              | Adelsö, Uppland     |           | 59.375157, 17.528491 | 10000100870002 | Ladda upp en bild av detta fornminne      |
| Adelsö 88:1                            | Gravfält                         |              | Adelsö, Uppland     |           | 59.375063, 17.526603 | 10000100880001 | Ladda upp en till bild av detta fornminne |
| Adelsö 89:1                            | Hög                              |              | Adelsö, Uppland     |           | 59.375448, 17.519777 | 10000100890001 | Ladda upp en bild av detta fornminne      |
| Adelsö 89:2                            | Stensättning                     |              | Adelsö, Uppland     |           | 59.375300, 17.519847 | 10000100890002 | Ladda upp en bild av detta fornminne      |
| Adelsö 90:1                            | Stensättning                     |              | Adelsö, Uppland     |           | 59.376510, 17.518938 | 10000100900001 | Ladda upp en bild av detta fornminne      |
| Adelsö 90:2                            | Stensättning                     |              | Adelsö, Uppland     |           | 59.376207, 17.518913 | 10000100900002 | Ladda upp en bild av detta fornminne      |
| Adelsö 90:3                            | Stensättning                     |              | Adelsö, Uppland     |           | 59.376103, 17.518892 | 10000100900003 | Ladda upp en bild av detta fornminne      |
| Adelsö 91:1                            | Hög                              |              | Adelsö, Uppland     |           | 59.378467, 17.522325 | 10000100910001 | Ladda upp en bild av detta fornminne      |
| Adelsö 92:1                            | Stensättning                     |              | Adelsö, Uppland     |           | 59.381640, 17.522444 | 10000100920001 | Ladda upp en bild av detta fornminne      |
| Adelsö 93:1                            | Gravfält                         |              | Adelsö, Uppland     |           | 59.374920, 17.536208 | 10000100930001 | Ladda upp en bild av detta fornminne      |
| Adelsö 94:1                            | Stensättning                     |              | Adelsö, Uppland     |           | 59.372046, 17.505795 | 10000100940001 | Ladda upp en till bild av detta fornminne |
| Adelsö 96:1                            | Röse                             |              | Adelsö, Uppland     |           | 59.371242, 17.502894 | 10000100960001 | Ladda upp en bild av detta fornminne      |
| Adelsö 97:1                            | Stensättning                     |              | Adelsö, Uppland     |           | 59.371501, 17.505708 | 10000100970001 | Ladda upp en till bild av detta fornminne |
| Adelsö 99:1                            | Stensättning                     |              | Adelsö, Uppland     |           | 59.370432, 17.513401 | 10000100990001 | Ladda upp en bild av detta fornminne      |
| Adelsö 99:2                            | Stensättning                     |              | Adelsö, Uppland     |           | 59.370541, 17.513320 | 10000100990002 | Ladda upp en bild av detta fornminne      |
| Adelsö 101:1                           | Röse                             |              | Adelsö, Uppland     |           | 59.313719, 17.582749 | 10000101010001 | Ladda upp en bild av detta fornminne      |
| Adelsö 103:1                           | Stensättning                     |              | Adelsö, Uppland     |           | 59.322730, 17.556308 | 10000101030001 | Ladda upp en bild av detta fornminne      |
| Adelsö 104:1                           | Röse                             |              | Adelsö, Uppland     |           | 59.315793, 17.556096 | 10000101040001 | Ladda upp en bild av detta fornminne      |
| Ingas grav (Adelsö 105:1)              | Grav- och boplatsområde          |              | Adelsö, Uppland     |           | 59.317302, 17.564204 | 10000101050001 | Ladda upp en bild av detta fornminne      |
| Kärrbacka (Adelsö 109:1)               | Gravfält                         |              | Adelsö, Uppland     |           | 59.328868, 17.561780 | 10000101090001 | Ladda upp en bild av detta fornminne      |
| Ormknös (Adelsö 111:1)                 | Gravfält                         |              | Adelsö, Uppland     |           | 59.334695, 17.559744 | 10000101110001 | Ladda upp en till bild av detta fornminne |
| Grindsbacka (Adelsö 112:1)             | Gravfält                         |              | Adelsö, Uppland     |           | 59.333226, 17.554034 | 10000101120001 | Ladda upp en bild av detta fornminne      |
| Adelsö 114:1                           | Röse                             |              | Adelsö, Uppland     |           | 59.330604, 17.566802 | 10000101140001 | Ladda upp en bild av detta fornminne      |
| Adelsö 114:2                           | Röse                             |              | Adelsö, Uppland     |           | 59.330523, 17.566870 | 10000101140002 | Ladda upp en bild av detta fornminne      |
| Adelsö 115:1                           | Stensättning                     |              | Adelsö, Uppland     |           | 59.335994, 17.558725 | 10000101150001 | Ladda upp en bild av detta fornminne      |
| Adelsö 116:1                           | Stensättning                     |              | Adelsö, Uppland     |           | 59.336708, 17.561220 | 10000101160001 | Ladda upp en bild av detta fornminne      |
| Hemlanden (Adelsö 118:1)               | Gravfält                         |              | Adelsö, Uppland     |           | 59.337022, 17.550723 | 10000101180001 | Ladda upp en till bild av detta fornminne |
| Stadsvallen (Adelsö 119:2)             | Stadsvall/stadsmur               |              | Adelsö, Uppland     |           | 59.337579, 17.547624 | 10000101190002 | Ladda upp en bild av detta fornminne      |
| Kvarnbacka (Adelsö 120:1)              | Gravfält                         |              | Adelsö, Uppland     |           | 59.329408, 17.550096 | 10000101200001 | Ladda upp en bild av detta fornminne      |
| Adelsö 123:1                           | Stensättning                     |              | Adelsö, Uppland     |           | 59.383580, 17.510671 | 10000101230001 | Ladda upp en bild av detta fornminne      |
| Adelsö 123:2                           | Stensättning                     |              | Adelsö, Uppland     |           | 59.383753, 17.510975 | 10000101230002 | Ladda upp en bild av detta fornminne      |
| Adelsö 124:1                           | Stensättning                     |              | Adelsö, Uppland     |           | 59.368358, 17.434297 | 10000101240001 | Ladda upp en bild av detta fornminne      |
| Adelsö 125:1                           | Stensättning                     |              | Adelsö, Uppland     |           | 59.346464, 17.509652 | 10000101250001 | Ladda upp en bild av detta fornminne      |
| Adelsö 126:1                           | Stensättning                     |              | Adelsö, Uppland     |           | 59.343946, 17.510185 | 10000101260001 | Ladda upp en bild av detta fornminne      |
| Adelsö 127:1                           | Stensättning                     |              | Adelsö, Uppland     |           | 59.346493, 17.493844 | 10000101270001 | Ladda upp en bild av detta fornminne      |
| Adelsö 128:1                           | Stensättning                     |              | Adelsö, Uppland     |           | 59.365929, 17.529022 | 10000101280001 | Ladda upp en bild av detta fornminne      |
| Adelsö 131:1                           | Gravfält                         |              | Adelsö, Uppland     |           | 59.364829, 17.503389 | 10000101310001 | Ladda upp en bild av detta fornminne      |
| Adelsö 132:1                           | Grav markerad av sten/block      |              | Adelsö, Uppland     |           | 59.364847, 17.502247 | 10000101320001 | Ladda upp en bild av detta fornminne      |
| Adelsö 134:1                           | Stensättning                     |              | Adelsö, Uppland     |           | 59.333356, 17.560217 | 10000101340001 | Ladda upp en bild av detta fornminne      |
| Adelsö 135:1                           | Stensättning                     |              | Adelsö, Uppland     |           | 59.331171, 17.566628 | 10000101350001 | Ladda upp en bild av detta fornminne      |
| Adelsö 136:1                           | Stensättning                     |              | Adelsö, Uppland     |           | 59.333348, 17.559414 | 10000101360001 | Ladda upp en bild av detta fornminne      |
| Adelsö 136:2                           | Stensättning                     |              | Adelsö, Uppland     |           | 59.333437, 17.559314 | 10000101360002 | Ladda upp en bild av detta fornminne      |
| Adelsö 141:1                           | Stensättning                     |              | Adelsö, Uppland     |           | 59.363097, 17.532882 | 10000101410001 | Ladda upp en bild av detta fornminne      |
| Adelsö 143:1                           | Spärranordning                   |              | Adelsö, Uppland     |           | 59.358459, 17.537415 | 10000101430001 | Ladda upp en bild av detta fornminne      |
| Adelsö 147:1                           | Stensättning                     |              | Adelsö, Uppland     |           | 59.364082, 17.527882 | 10000101470001 | Ladda upp en bild av detta fornminne      |
| Adelsö 147:2                           | Stensättning                     |              | Adelsö, Uppland     |           | 59.363938, 17.527873 | 10000101470002 | Ladda upp en bild av detta fornminne      |
| Adelsö 151:1                           | Stensättning                     |              | Adelsö, Uppland     |           | 59.378266, 17.520294 | 10000101510001 | Ladda upp en bild av detta fornminne      |
| Adelsö 152:1                           | Stensättning                     |              | Adelsö, Uppland     |           | 59.376018, 17.520044 | 10000101520001 | Ladda upp en bild av detta fornminne      |
| Adelsö 154:1                           | Röse                             |              | Adelsö, Uppland     |           | 59.382430, 17.506255 | 10000101540001 | Ladda upp en till bild av detta fornminne |
| Adelsö 156:1                           | Röse                             |              | Adelsö, Uppland     |           | 59.380772, 17.502815 | 10000101560001 | Ladda upp en bild av detta fornminne      |
| Adelsö 156:2                           | Stensättning                     |              | Adelsö, Uppland     |           | 59.380860, 17.502786 | 10000101560002 | Ladda upp en bild av detta fornminne      |
| Adelsö 156:3                           | Stensättning                     |              | Adelsö, Uppland     |           | 59.380948, 17.502777 | 10000101560003 | Ladda upp en bild av detta fornminne      |
| Adelsö 157:1                           | Röse                             |              | Adelsö, Uppland     |           | 59.380261, 17.502551 | 10000101570001 | Ladda upp en bild av detta fornminne      |
| Adelsö 158:1                           | Stensättning                     |              | Adelsö, Uppland     |           | 59.379716, 17.502680 | 10000101580001 | Ladda upp en bild av detta fornminne      |
| Adelsö 159:1                           | Stensättning                     |              | Adelsö, Uppland     |           | 59.379266, 17.502871 | 10000101590001 | Ladda upp en bild av detta fornminne      |
| Adelsö 164:1                           | Röse                             |              | Adelsö, Uppland     |           | 59.427609, 17.460094 | 10000101640001 | Ladda upp en bild av detta fornminne      |
| Adelsö 166:1                           | Stensättning                     |              | Adelsö, Uppland     |           | 59.393501, 17.499319 | 10000101660001 | Ladda upp en bild av detta fornminne      |
| Adelsö 167:1                           | Gravfält                         |              | Adelsö, Uppland     |           | 59.367529, 17.524467 | 10000101670001 | Ladda upp en bild av detta fornminne      |
| Adelsö 169                             | Stensättning                     |              | Adelsö, Uppland     |           | 59.336418, 17.561887 | 12000000000744 | Ladda upp en bild av detta fornminne      |
| Adelsö 172                             | Stadsvall/stadsmur               |              | Adelsö, Uppland     |           | 59.333390, 17.543380 | 12000000067701 | Ladda upp en bild av detta fornminne      |
| Adelsö 194                             | Husgrund, förhistorisk/medeltida |              | Adelsö, Uppland     |           | 59.334293, 17.542624 | 12000000079255 | Ladda upp en bild av detta fornminne      |
| Adelsö 195                             | Hällristning                     |              | Adelsö, Uppland     |           | 59.331519, 17.545774 | 12000000079256 | Ladda upp en bild av detta fornminne      |
| Adelsö 196                             | Hällristning                     |              | Adelsö, Uppland     |           | 59.333497, 17.543652 | 12000000079258 | Ladda upp en bild av detta fornminne      |
| Adelsö 197                             | Hällristning                     |              | Adelsö, Uppland     |           | 59.332902, 17.543198 | 12000000079260 | Ladda upp en bild av detta fornminne      |
| Adelsö 198                             | Husgrund, förhistorisk/medeltida |              | Adelsö, Uppland     |           | 59.331586, 17.544613 | 12000000079263 | Ladda upp en bild av detta fornminne      |
| Adelsö 199                             | Husgrund, förhistorisk/medeltida |              | Adelsö, Uppland     |           | 59.331924, 17.544344 | 12000000079264 | Ladda upp en bild av detta fornminne      |
| Adelsö 201                             | Husgrund, förhistorisk/medeltida |              | Adelsö, Uppland     |           | 59.334477, 17.542474 | 12000000079266 | Ladda upp en bild av detta fornminne      |
| Adelsö 203                             | Stensättning                     |              | Adelsö, Uppland     |           | 59.336386, 17.558281 | 12000000079369 | Ladda upp en bild av detta fornminne      |
| Adelsö 204                             | Grav markerad av sten/block      |              | Adelsö, Uppland     |           | 59.336476, 17.558203 | 12000000079370 | Ladda upp en bild av detta fornminne      |
| Adelsö 208                             | Hällristning                     |              | Adelsö, Uppland     |           | 59.338551, 17.547963 | 12000000079532 | Ladda upp en bild av detta fornminne      |
| Adelsö 209                             | Hällristning                     |              | Adelsö, Uppland     |           | 59.338554, 17.547888 | 12000000079534 | Ladda upp en bild av detta fornminne      |
| Adelsö 210                             | Hällristning                     |              | Adelsö, Uppland     |           | 59.338629, 17.548591 | 12000000079536 | Ladda upp en bild av detta fornminne      |
| Adelsö 211                             | Husgrund, förhistorisk/medeltida |              | Adelsö, Uppland     |           | 59.337984, 17.546198 | 12000000079538 | Ladda upp en bild av detta fornminne      |
| Adelsö 212                             | Hällristning                     |              | Adelsö, Uppland     |           | 59.338633, 17.548607 | 12000000079539 | Ladda upp en bild av detta fornminne      |
| Adelsö 213                             | Hällristning                     |              | Adelsö, Uppland     |           | 59.337956, 17.547973 | 12000000079541 | Ladda upp en bild av detta fornminne      |
| Adelsö 214                             | Hällristning                     |              | Adelsö, Uppland     |           | 59.338641, 17.548725 | 12000000079543 | Ladda upp en bild av detta fornminne      |
| Adelsö 215                             | Hällristning                     |              | Adelsö, Uppland     |           | 59.337948, 17.547757 | 12000000079545 | Ladda upp en bild av detta fornminne      |
| Adelsö 216                             | Hällristning                     |              | Adelsö, Uppland     |           | 59.338518, 17.549312 | 12000000079547 | Ladda upp en bild av detta fornminne      |
| Adelsö 217                             | Hällristning                     |              | Adelsö, Uppland     |           | 59.338207, 17.547877 | 12000000079549 | Ladda upp en bild av detta fornminne      |
| Adelsö 218                             | Hällristning                     |              | Adelsö, Uppland     |           | 59.338488, 17.548454 | 12000000079551 | Ladda upp en bild av detta fornminne      |
| Adelsö 219                             | Hällristning                     |              | Adelsö, Uppland     |           | 59.338509, 17.548539 | 12000000079553 | Ladda upp en bild av detta fornminne      |
| Adelsö 220                             | Hällristning                     |              | Adelsö, Uppland     |           | 59.338535, 17.548407 | 12000000079555 | Ladda upp en bild av detta fornminne      |
| Adelsö 221                             | Hällristning                     |              | Adelsö, Uppland     |           | 59.338485, 17.549470 | 12000000079557 | Ladda upp en bild av detta fornminne      |
| Adelsö 222                             | Hällristning                     |              | Adelsö, Uppland     |           | 59.337907, 17.547579 | 12000000079559 | Ladda upp en bild av detta fornminne      |
| Adelsö 223                             | Hällristning                     |              | Adelsö, Uppland     |           | 59.338457, 17.549345 | 12000000079561 | Ladda upp en bild av detta fornminne      |
| Adelsö 225                             | Hällristning                     |              | Adelsö, Uppland     |           | 59.330423, 17.548457 | 12000000079624 | Ladda upp en bild av detta fornminne      |
| Adelsö 226                             | Hällristning                     |              | Adelsö, Uppland     |           | 59.330183, 17.549429 | 12000000079626 | Ladda upp en bild av detta fornminne      |
| Adelsö 228                             | Gravfält                         |              | Adelsö, Uppland     |           | 59.329338, 17.569737 | 12000000079666 | Ladda upp en bild av detta fornminne      |
| Adelsö 229                             | Stensättning                     |              | Adelsö, Uppland     |           | 59.327224, 17.568548 | 12000000079670 | Ladda upp en bild av detta fornminne      |
| Adelsö 230                             | Stensättning                     |              | Adelsö, Uppland     |           | 59.329930, 17.570083 | 12000000079671 | Ladda upp en bild av detta fornminne      |
| Adelsö 235                             | Husgrund, förhistorisk/medeltida |              | Adelsö, Uppland     |           | 59.359932, 17.535385 | 12000000079985 | Ladda upp en bild av detta fornminne      |
| Adelsö 236                             | Stensättning                     |              | Adelsö, Uppland     |           | 59.361318, 17.535672 | 12000000079986 | Ladda upp en bild av detta fornminne      |
| Adelsö 237                             | Stensättning                     |              | Adelsö, Uppland     |           | 59.361284, 17.535518 | 12000000079987 | Ladda upp en bild av detta fornminne      |
| Adelsö 238                             | Stensättning                     |              | Adelsö, Uppland     |           | 59.361459, 17.535122 | 12000000079988 | Ladda upp en bild av detta fornminne      |
| Adelsö 240                             | Stensättning                     |              | Adelsö, Uppland     |           | 59.336804, 17.561176 | 12000000080942 | Ladda upp en bild av detta fornminne      |
| Adelsö 241                             | Stensättning                     |              | Adelsö, Uppland     |           | 59.336498, 17.562137 | 12000000080943 | Ladda upp en bild av detta fornminne      |
| Adelsö 242                             | Stensättning                     |              | Adelsö, Uppland     |           | 59.336138, 17.560514 | 12000000080944 | Ladda upp en bild av detta fornminne      |

## Ekerö
| Namn                                    | Lämningstyp                      | Tillkomsttid     | Historisk indelning | Plats                      | Läge                 | ID-nr          | Bild                                      |
| --------------------------------------- | -------------------------------- | ---------------- | ------------------- | -------------------------- | -------------------- | -------------- | ----------------------------------------- |
| Ekerö 2:1                               | Hög                              |                  | Ekerö, Uppland      |                            | 59.271997, 17.747253 | 10001500020001 | Ladda upp en bild av detta fornminne      |
| Kämpabacken (Ekerö 4:1)                 | Gravfält                         |                  | Ekerö, Uppland      |                            | 59.275130, 17.735133 | 10001500040001 | Ladda upp en bild av detta fornminne      |
| Ekerö 5:1                               | Gravfält                         |                  | Ekerö, Uppland      |                            | 59.277274, 17.738901 | 10001500050001 | Ladda upp en bild av detta fornminne      |
| Ekerö 7:1                               | Stensättning                     |                  | Ekerö, Uppland      |                            | 59.281939, 17.740240 | 10001500070001 | Ladda upp en bild av detta fornminne      |
| Ekerö 10:1                              | Gravfält                         |                  | Ekerö, Uppland      |                            | 59.331031, 17.640522 | 10001500100001 | Ladda upp en bild av detta fornminne      |
| Ekerö 11:1                              | Röse                             |                  | Ekerö, Uppland      |                            | 59.329721, 17.659216 | 10001500110001 | Ladda upp en till bild av detta fornminne |
| Ekerö 11:2                              | Röse                             |                  | Ekerö, Uppland      |                            | 59.329675, 17.659358 | 10001500110002 | Ladda upp en bild av detta fornminne      |
| Ekerö 11:3                              | Stensättning                     |                  | Ekerö, Uppland      |                            | 59.329627, 17.659492 | 10001500110003 | Ladda upp en bild av detta fornminne      |
| Ekerö 12:1                              | Hög                              |                  | Ekerö, Uppland      |                            | 59.345452, 17.638560 | 10001500120001 | Ladda upp en till bild av detta fornminne |
| Ekerö 12:2                              | Hög                              |                  | Ekerö, Uppland      |                            | 59.345265, 17.638395 | 10001500120002 | Ladda upp en bild av detta fornminne      |
| Ekerö 12:3                              | Hög                              |                  | Ekerö, Uppland      |                            | 59.345798, 17.639029 | 10001500120003 | Ladda upp en bild av detta fornminne      |
| Ekerö 16:1                              | Gravfält                         |                  | Ekerö, Uppland      |                            | 59.290670, 17.685977 | 10001500160001 | Ladda upp en bild av detta fornminne      |
| Ekerö 17:1                              | Gravfält                         |                  | Ekerö, Uppland      |                            | 59.290149, 17.686761 | 10001500170001 | Ladda upp en bild av detta fornminne      |
| Ekerö 18:1                              | Gravfält                         |                  | Ekerö, Uppland      |                            | 59.288930, 17.683505 | 10001500180001 | Ladda upp en bild av detta fornminne      |
| Ekerö 19:1                              | Stensättning                     |                  | Ekerö, Uppland      |                            | 59.286836, 17.686162 | 10001500190001 | Ladda upp en bild av detta fornminne      |
| Ekerö 21:1                              | Gravfält                         |                  | Ekerö, Uppland      |                            | 59.289448, 17.670488 | 10001500210001 | Ladda upp en bild av detta fornminne      |
| Ekerö 22:1                              | Runristning                      |                  | Ekerö, Uppland      |                            | 59.288549, 17.670062 | 10001500220001 | Ladda upp en bild av detta fornminne      |
| Ekerö 23:1                              | Gravfält                         |                  | Ekerö, Uppland      |                            | 59.294381, 17.675757 | 10001500230001 | Ladda upp en bild av detta fornminne      |
| Ekerö 24:1                              | Gravfält                         |                  | Ekerö, Uppland      |                            | 59.292529, 17.672440 | 10001500240001 | Ladda upp en bild av detta fornminne      |
| Ekerö 25:1                              | Stensättning                     |                  | Ekerö, Uppland      |                            | 59.290325, 17.666625 | 10001500250001 | Ladda upp en bild av detta fornminne      |
| Ekerö 25:2                              | Stensättning                     |                  | Ekerö, Uppland      |                            | 59.290455, 17.666126 | 10001500250002 | Ladda upp en bild av detta fornminne      |
| Ekerö 27:1                              | Hög                              |                  | Ekerö, Uppland      |                            | 59.297873, 17.667276 | 10001500270001 | Ladda upp en bild av detta fornminne      |
| Ekerö 27:2                              | Hög                              |                  | Ekerö, Uppland      |                            | 59.297964, 17.667343 | 10001500270002 | Ladda upp en bild av detta fornminne      |
| Ekerö 27:3                              | Hög                              |                  | Ekerö, Uppland      |                            | 59.298380, 17.667130 | 10001500270003 | Ladda upp en bild av detta fornminne      |
| Ekerö 29:1                              | Stensättning                     |                  | Ekerö, Uppland      |                            | 59.298152, 17.673715 | 10001500290001 | Ladda upp en bild av detta fornminne      |
| Ekerö 29:2                              | Stensättning                     |                  | Ekerö, Uppland      |                            | 59.297915, 17.674010 | 10001500290002 | Ladda upp en bild av detta fornminne      |
| Ekerö 32:1                              | Hög                              |                  | Ekerö, Uppland      |                            | 59.298700, 17.664556 | 10001500320001 | Ladda upp en bild av detta fornminne      |
| Ekerö 33:1                              | Gravfält                         |                  | Ekerö, Uppland      |                            | 59.300383, 17.664634 | 10001500330001 | Ladda upp en bild av detta fornminne      |
| Ekerö 34:1                              | Gravfält                         |                  | Ekerö, Uppland      |                            | 59.301766, 17.665220 | 10001500340001 | Ladda upp en bild av detta fornminne      |
| Ekerö 35:1                              | Hög                              |                  | Ekerö, Uppland      |                            | 59.302401, 17.663913 | 10001500350001 | Ladda upp en bild av detta fornminne      |
| Ekerö 35:2                              | Stensättning                     |                  | Ekerö, Uppland      |                            | 59.302330, 17.663713 | 10001500350002 | Ladda upp en bild av detta fornminne      |
| Ekerö 39:1                              | Hög                              |                  | Ekerö, Uppland      |                            | 59.297381, 17.666953 | 10001500390001 | Ladda upp en bild av detta fornminne      |
| Ekerö 41:1                              | Stensättning                     |                  | Ekerö, Uppland      |                            | 59.304115, 17.655957 | 10001500410001 | Ladda upp en bild av detta fornminne      |
| Ekerö 44:1                              | Gravfält                         |                  | Ekerö, Uppland      |                            | 59.274608, 17.734748 | 10001500440001 | Ladda upp en bild av detta fornminne      |
| Ekerö 48:1                              | Stensättning                     |                  | Ekerö, Uppland      |                            | 59.285054, 17.739808 | 10001500480001 | Ladda upp en bild av detta fornminne      |
| Ekerö 49:2                              | Husgrund, förhistorisk/medeltida |                  | Ekerö, Uppland      |                            | 59.298130, 17.676340 | 10001500490002 | Ladda upp en bild av detta fornminne      |
| Ekerö 49:3                              | Husgrund, förhistorisk/medeltida |                  | Ekerö, Uppland      |                            | 59.298288, 17.676985 | 10001500490003 | Ladda upp en bild av detta fornminne      |
| Ekerö 50:1                              | Stensättning                     |                  | Ekerö, Uppland      |                            | 59.283876, 17.798325 | 10001500500001 | Ladda upp en bild av detta fornminne      |
| Ekerö 50:2                              | Grav markerad av sten/block      |                  | Ekerö, Uppland      |                            | 59.283864, 17.798707 | 10001500500002 | Ladda upp en bild av detta fornminne      |
| Ekerö 65:1                              | Stensättning                     |                  | Ekerö, Uppland      |                            | 59.296017, 17.648150 | 10001500650001 | Ladda upp en bild av detta fornminne      |
| Ekerö 66:1                              | Stensättning                     |                  | Ekerö, Uppland      |                            | 59.306224, 17.670504 | 10001500660001 | Ladda upp en bild av detta fornminne      |
| Ekerö 67:1                              | Hög                              |                  | Ekerö, Uppland      |                            | 59.305245, 17.671772 | 10001500670001 | Ladda upp en bild av detta fornminne      |
| Ekerö 68:1                              | Stensättning                     |                  | Ekerö, Uppland      |                            | 59.295729, 17.682591 | 10001500680001 | Ladda upp en bild av detta fornminne      |
| Ekerö 69:1                              | Stensättning                     |                  | Ekerö, Uppland      |                            | 59.294776, 17.683128 | 10001500690001 | Ladda upp en bild av detta fornminne      |
| Ekerö 70:1                              | Gravfält                         |                  | Ekerö, Uppland      |                            | 59.294281, 17.681397 | 10001500700001 | Ladda upp en bild av detta fornminne      |
| Ekerö 72:1                              | Stensättning                     |                  | Ekerö, Uppland      |                            | 59.268789, 17.839202 | 10001500720001 | Ladda upp en bild av detta fornminne      |
| Hov (Ekerö 84:1)                        | Slott/herresäte                  |                  | Ekerö, Uppland      |                            | 59.283509, 17.815100 | 10001500840001 | Ladda upp en bild av detta fornminne      |
| Upplands runinskrifter 19 (Ekerö 101:1) | Runristning                      |                  | Ekerö, Uppland      |                            | 59.287984, 17.715055 | 10001501010001 | Ladda upp en till bild av detta fornminne |
| Ekerö 102:1                             | Gravfält                         |                  | Ekerö, Uppland      |                            | 59.288386, 17.708769 | 10001501020001 | Ladda upp en bild av detta fornminne      |
| Ekerö 103:1                             | Gravfält                         |                  | Ekerö, Uppland      |                            | 59.289898, 17.703862 | 10001501030001 | Ladda upp en bild av detta fornminne      |
| Ekerö 104:1                             | Gravfält                         |                  | Ekerö, Uppland      |                            | 59.293439, 17.694767 | 10001501040001 | Ladda upp en bild av detta fornminne      |
| Ekerö 106:1                             | Stensättning                     |                  | Ekerö, Uppland      |                            | 59.283153, 17.718424 | 10001501060001 | Ladda upp en bild av detta fornminne      |
| Ekerö 106:2                             | Stensättning                     |                  | Ekerö, Uppland      |                            | 59.283242, 17.718340 | 10001501060002 | Ladda upp en bild av detta fornminne      |
| Ekerö 107:1                             | Hög                              |                  | Ekerö, Uppland      |                            | 59.282565, 17.711416 | 10001501070001 | Ladda upp en bild av detta fornminne      |
| Ekerö 107:2                             | Hög                              |                  | Ekerö, Uppland      |                            | 59.282511, 17.711117 | 10001501070002 | Ladda upp en bild av detta fornminne      |
| Ekerö 107:3                             | Hög                              |                  | Ekerö, Uppland      |                            | 59.282343, 17.710369 | 10001501070003 | Ladda upp en bild av detta fornminne      |
| Ögders backe (Ekerö 109:1)              | Gravfält                         |                  | Ekerö, Uppland      |                            | 59.313134, 17.675734 | 10001501090001 | Ladda upp en till bild av detta fornminne |
| Ekerö 111:1                             | Stensättning                     |                  | Ekerö, Uppland      |                            | 59.290731, 17.715231 | 10001501110001 | Ladda upp en bild av detta fornminne      |
| Ekerö 111:2                             | Stensättning                     |                  | Ekerö, Uppland      |                            | 59.290636, 17.715114 | 10001501110002 | Ladda upp en bild av detta fornminne      |
| Ekerö 111:3                             | Stensättning                     |                  | Ekerö, Uppland      |                            | 59.290540, 17.715036 | 10001501110003 | Ladda upp en bild av detta fornminne      |
| Ekerö 114:1                             | Gravfält                         |                  | Ekerö, Uppland      |                            | 59.278055, 17.705609 | 10001501140001 | Ladda upp en bild av detta fornminne      |
| Ekerö 115:1                             | Gravfält                         |                  | Ekerö, Uppland      |                            | 59.276918, 17.700096 | 10001501150001 | Ladda upp en bild av detta fornminne      |
| Ekerö 116:1                             | Gravfält                         |                  | Ekerö, Uppland      |                            | 59.276939, 17.703843 | 10001501160001 | Ladda upp en bild av detta fornminne      |
| Ekerö 117:1                             | Gravfält                         |                  | Ekerö, Uppland      |                            | 59.278349, 17.695317 | 10001501170001 | Ladda upp en bild av detta fornminne      |
| Ekerö 118:1                             | Gravfält                         |                  | Ekerö, Uppland      |                            | 59.277322, 17.693675 | 10001501180001 | Ladda upp en bild av detta fornminne      |
| Ekerö 119:1                             | Fornborg                         |                  | Ekerö, Uppland      |                            | 59.273709, 17.703195 | 10001501190001 | Ladda upp en bild av detta fornminne      |
| Ekerö 119:2                             | Stensättning                     |                  | Ekerö, Uppland      |                            | 59.273675, 17.703170 | 10001501190002 | Ladda upp en bild av detta fornminne      |
| Ekerö 119:3                             | Stensättning                     |                  | Ekerö, Uppland      |                            | 59.273852, 17.703030 | 10001501190003 | Ladda upp en bild av detta fornminne      |
| Ekerö 119:4                             | Stensättning                     |                  | Ekerö, Uppland      |                            | 59.273857, 17.704048 | 10001501190004 | Ladda upp en bild av detta fornminne      |
| Ekerö 119:5                             | Stensättning                     |                  | Ekerö, Uppland      |                            | 59.273213, 17.704137 | 10001501190005 | Ladda upp en bild av detta fornminne      |
| Ekerö 122:1                             | Gravfält                         |                  | Ekerö, Uppland      |                            | 59.277863, 17.725534 | 10001501220001 | Ladda upp en bild av detta fornminne      |
| Ekerö 126:1                             | Stensättning                     |                  | Ekerö, Uppland      |                            | 59.278502, 17.681529 | 10001501260001 | Ladda upp en bild av detta fornminne      |
| Ekerö 126:2                             | Gravhägnad                       |                  | Ekerö, Uppland      |                            | 59.278636, 17.680316 | 10001501260002 | Ladda upp en bild av detta fornminne      |
| Ekerö 127:1                             | Gravfält                         |                  | Ekerö, Uppland      |                            | 59.278680, 17.790659 | 10001501270001 | Ladda upp en bild av detta fornminne      |
| Ekerö 128:1                             | Gravfält                         |                  | Ekerö, Uppland      |                            | 59.277597, 17.795578 | 10001501280001 | Ladda upp en till bild av detta fornminne |
| Ekerö 129:1                             | Stensättning                     |                  | Ekerö, Uppland      |                            | 59.277761, 17.799158 | 10001501290001 | Ladda upp en bild av detta fornminne      |
| Ekerö 129:2                             | Stensättning                     |                  | Ekerö, Uppland      |                            | 59.277859, 17.798716 | 10001501290002 | Ladda upp en bild av detta fornminne      |
| Ekerö 129:3                             | Stensättning                     |                  | Ekerö, Uppland      |                            | 59.277859, 17.798523 | 10001501290003 | Ladda upp en bild av detta fornminne      |
| Ekerö 130:1                             | Gravfält                         |                  | Ekerö, Uppland      |                            | 59.275508, 17.799025 | 10001501300001 | Ladda upp en bild av detta fornminne      |
| Ekeby gamla tomt (Ekerö 132:1)          | Gravfält                         |                  | Ekerö, Uppland      |                            | 59.278858, 17.812457 | 10001501320001 | Ladda upp en bild av detta fornminne      |
| Ekerö 133:1                             | Gravfält                         |                  | Ekerö, Uppland      |                            | 59.282241, 17.789469 | 10001501330001 | Ladda upp en bild av detta fornminne      |
| Ekerö 136:1                             | Stensättning                     |                  | Ekerö, Uppland      |                            | 59.283406, 17.797484 | 10001501360001 | Ladda upp en bild av detta fornminne      |
| Ekerö 137:1                             | Stensättning                     |                  | Ekerö, Uppland      |                            | 59.284252, 17.799317 | 10001501370001 | Ladda upp en bild av detta fornminne      |
| Ekerö 137:2                             | Stensättning                     |                  | Ekerö, Uppland      |                            | 59.284076, 17.799586 | 10001501370002 | Ladda upp en bild av detta fornminne      |
| Ekerö 137:3                             | Stensättning                     |                  | Ekerö, Uppland      |                            | 59.283975, 17.799736 | 10001501370003 | Ladda upp en bild av detta fornminne      |
| Vikingaberget (Ekerö 138:1)             | Fornborg                         |                  | Ekerö, Uppland      |                            | 59.267226, 17.822568 | 10001501380001 | Ladda upp en bild av detta fornminne      |
| Ekerö 139:1                             | Röse                             |                  | Ekerö, Uppland      |                            | 59.268825, 17.837865 | 10001501390001 | Ladda upp en bild av detta fornminne      |
| Estbröte (Ekerö 140:1)                  | Fornborg                         |                  | Ekerö, Uppland      |                            | 59.278568, 17.862542 | 10001501400001 | Ladda upp en bild av detta fornminne      |
| Ekerö 141:1                             | Gravfält                         |                  | Ekerö, Uppland      |                            | 59.288740, 17.706106 | 10001501410001 | Ladda upp en bild av detta fornminne      |
| Ekerö 146:1                             | Gravfält                         |                  | Ekerö, Uppland      |                            | 59.283067, 17.707074 | 10001501460001 | Ladda upp en bild av detta fornminne      |
| Ekerö 148:1                             | Stensättning                     |                  | Ekerö, Uppland      |                            | 59.277347, 17.705120 | 10001501480001 | Ladda upp en bild av detta fornminne      |
| Ekerö 148:2                             | Stensättning                     |                  | Ekerö, Uppland      |                            | 59.277238, 17.705063 | 10001501480002 | Ladda upp en bild av detta fornminne      |
| Ekerö 153:1                             | Stensättning                     |                  | Ekerö, Uppland      |                            | 59.279225, 17.718526 | 10001501530001 | Ladda upp en bild av detta fornminne      |
| Ekerö 154:1                             | Hög                              |                  | Ekerö, Uppland      |                            | 59.278814, 17.715954 | 10001501540001 | Ladda upp en bild av detta fornminne      |
| Ekerö 155:1                             | Gravfält                         |                  | Ekerö, Uppland      |                            | 59.279010, 17.714682 | 10001501550001 | Ladda upp en bild av detta fornminne      |
| Ekerö 156:1                             | Hög                              |                  | Ekerö, Uppland      |                            | 59.278799, 17.724792 | 10001501560001 | Ladda upp en bild av detta fornminne      |
| Ekerö 156:2                             | Stensättning                     |                  | Ekerö, Uppland      |                            | 59.278884, 17.724852 | 10001501560002 | Ladda upp en bild av detta fornminne      |
| Ekerö 162:1                             | Gravfält                         |                  | Ekerö, Uppland      |                            | 59.285319, 17.797368 | 10001501620001 | Ladda upp en bild av detta fornminne      |
| Ekerö 165:1                             | Röse                             |                  | Ekerö, Uppland      |                            | 59.274658, 17.811312 | 10001501650001 | Ladda upp en bild av detta fornminne      |
| Ekerö 175:1                             | Stensättning                     |                  | Ekerö, Uppland      |                            | 59.274276, 17.697618 | 10001501750001 | Ladda upp en bild av detta fornminne      |
| Ekerö 176:1                             | Röse                             |                  | Ekerö, Uppland      |                            | 59.274796, 17.696897 | 10001501760001 | Ladda upp en bild av detta fornminne      |
| Ekerö 178:1                             | Grav- och boplatsområde          |                  | Ekerö, Uppland      |                            | 59.274945, 17.699094 | 10001501780001 | Ladda upp en bild av detta fornminne      |
| Ekerö 180:1                             | Stensättning                     |                  | Ekerö, Uppland      |                            | 59.296486, 17.660415 | 10001501800001 | Ladda upp en bild av detta fornminne      |
| Ekerö 182:1                             | Stensättning                     |                  | Ekerö, Uppland      |                            | 59.290881, 17.702555 | 10001501820001 | Ladda upp en bild av detta fornminne      |
| Ekerö 189:1                             | Stensättning                     |                  | Ekerö, Uppland      |                            | 59.283373, 17.807371 | 10001501890001 | Ladda upp en bild av detta fornminne      |
| Ekerö 191:1                             | Stensättning                     |                  | Ekerö, Uppland      |                            | 59.270368, 17.839280 | 10001501910001 | Ladda upp en bild av detta fornminne      |
| Ekerö 192:1                             | Runristning                      |                  | Ekerö, Uppland      |                            | 59.272455, 17.748124 | 10001501920001 | Ladda upp en till bild av detta fornminne |
| Ekerö 194:1                             | Gravfält                         |                  | Ekerö, Uppland      |                            | 59.281419, 17.801992 | 10001501940001 | Ladda upp en bild av detta fornminne      |
| Ekerö 195:1                             | Gravfält                         |                  | Ekerö, Uppland      |                            | 59.282349, 17.801771 | 10001501950001 | Ladda upp en bild av detta fornminne      |
| Ingeborgsstenen (Ekerö 203)             | Runristning                      |                  | Ekerö, Uppland      | Ekerö kyrka                | 59.272426, 17.748299 | 12000000054286 | Ladda upp en till bild av detta fornminne |
| Ekerö 205                               | Runristning                      |                  | Ekerö, Uppland      |                            | 59.272670, 17.749588 | 12000000054288 | Ladda upp en bild av detta fornminne      |
| Ekerö 254                               | Husgrund, förhistorisk/medeltida |                  | Ekerö, Uppland      |                            | 59.278121, 17.691303 | 12000000112699 | Ladda upp en bild av detta fornminne      |
| Ekerö 255                               | Husgrund, historisk tid          |                  | Ekerö, Uppland      |                            | 59.278443, 17.697499 | 12000000112700 | Ladda upp en bild av detta fornminne      |
| Ekerö 257                               | Grav markerad av sten/block      |                  | Ekerö, Uppland      |                            | 59.278418, 17.697718 | 12000000112702 | Ladda upp en bild av detta fornminne      |
| Ekerö 263                               | Runristning                      | 1000-talet e.Kr. | Ekerö, Uppland      | Mälarö Golfklubbs golfbana | 59.313144, 17.675768 | 12000000112709 | Ladda upp en till bild av detta fornminne |
| Ekerö 266                               | Husgrund, historisk tid          |                  | Ekerö, Uppland      |                            | 59.273839, 17.684807 | 12000000112712 | Ladda upp en bild av detta fornminne      |
| Ekerö 270                               | Gravfält                         |                  | Ekerö, Uppland      |                            | 59.275341, 17.706599 | 12000000112716 | Ladda upp en bild av detta fornminne      |
| Ekerö 274                               | Stensättning                     |                  | Ekerö, Uppland      |                            | 59.287462, 17.652632 | 12000000112914 | Ladda upp en bild av detta fornminne      |
| Ekerö 283                               | Stensättning                     |                  | Ekerö, Uppland      |                            | 59.298874, 17.646577 | 12000000133038 | Ladda upp en bild av detta fornminne      |
| Ekerö 285                               | Lägenhetsbebyggelse              |                  | Ekerö, Uppland      |                            | 59.287048, 17.809272 | 12000000133040 | Ladda upp en bild av detta fornminne      |
| Ekerö 286                               | Stensättning                     |                  | Ekerö, Uppland      |                            | 59.298691, 17.646600 | 12000000133041 | Ladda upp en bild av detta fornminne      |
| Ekerö 287                               | Stensättning                     |                  | Ekerö, Uppland      |                            | 59.283499, 17.798419 | 12000000133042 | Ladda upp en bild av detta fornminne      |
| Lövskogen (Ekerö 290)                   | Lägenhetsbebyggelse              |                  | Ekerö, Uppland      |                            | 59.328548, 17.632648 | 12000000133045 | Ladda upp en bild av detta fornminne      |
| Ekerö 291                               | Stensättning                     |                  | Ekerö, Uppland      |                            | 59.300036, 17.722863 | 12000000133046 | Ladda upp en bild av detta fornminne      |
| Ekerö 300                               | Lägenhetsbebyggelse              |                  | Ekerö, Uppland      |                            | 59.329418, 17.642429 | 12000000133055 | Ladda upp en bild av detta fornminne      |
| Ekerö 303                               | Stensättning                     |                  | Ekerö, Uppland      |                            | 59.299402, 17.645684 | 12000000133058 | Ladda upp en bild av detta fornminne      |
| Fröholmen (Ekerö 304)                   | Lägenhetsbebyggelse              |                  | Ekerö, Uppland      |                            | 59.345694, 17.609892 | 12000000133059 | Ladda upp en bild av detta fornminne      |
| Ekerö 306                               | Stensättning                     |                  | Ekerö, Uppland      |                            | 59.299503, 17.644282 | 12000000133061 | Ladda upp en bild av detta fornminne      |

## Färentuna
| Namn                                       | Lämningstyp                 | Tillkomsttid | Historisk indelning | Plats | Läge                 | ID-nr          | Bild                                      |
| ------------------------------------------ | --------------------------- | ------------ | ------------------- | ----- | -------------------- | -------------- | ----------------------------------------- |
| Färentuna 2:1                              | Gravfält                    |              | Färentuna, Uppland  |       | 59.401056, 17.660387 | 10002200020001 | Ladda upp en bild av detta fornminne      |
| Färentuna 4:1                              | Grav markerad av sten/block |              | Färentuna, Uppland  |       | 59.398716, 17.665886 | 10002200040001 | Ladda upp en bild av detta fornminne      |
| Färentuna 5:1                              | Hög                         |              | Färentuna, Uppland  |       | 59.397082, 17.666881 | 10002200050001 | Ladda upp en bild av detta fornminne      |
| Färentuna 5:2                              | Hög                         |              | Färentuna, Uppland  |       | 59.396981, 17.667486 | 10002200050002 | Ladda upp en bild av detta fornminne      |
| Färentuna 5:3                              | Hög                         |              | Färentuna, Uppland  |       | 59.396966, 17.667711 | 10002200050003 | Ladda upp en bild av detta fornminne      |
| Färentuna 10:1                             | Gravfält                    |              | Färentuna, Uppland  |       | 59.391020, 17.661962 | 10002200100001 | Ladda upp en bild av detta fornminne      |
| Färentuna 11:1                             | Hög                         |              | Färentuna, Uppland  |       | 59.388065, 17.664373 | 10002200110001 | Ladda upp en bild av detta fornminne      |
| Färentuna 12:1                             | Gravfält                    |              | Färentuna, Uppland  |       | 59.382733, 17.659249 | 10002200120001 | Ladda upp en bild av detta fornminne      |
| Färentuna 14:1                             | Gravfält                    |              | Färentuna, Uppland  |       | 59.387113, 17.664638 | 10002200140001 | Ladda upp en bild av detta fornminne      |
| Färentuna 15:1                             | Gravfält                    |              | Färentuna, Uppland  |       | 59.387107, 17.656458 | 10002200150001 | Ladda upp en bild av detta fornminne      |
| Färentuna 17:1                             | Stensättning                |              | Färentuna, Uppland  |       | 59.377840, 17.633122 | 10002200170001 | Ladda upp en bild av detta fornminne      |
| Färentuna 18:1                             | Stensättning                |              | Färentuna, Uppland  |       | 59.381924, 17.631031 | 10002200180001 | Ladda upp en bild av detta fornminne      |
| Färentuna 19:1                             | Stensättning                |              | Färentuna, Uppland  |       | 59.383840, 17.628228 | 10002200190001 | Ladda upp en bild av detta fornminne      |
| Färentuna 19:2                             | Stensättning                |              | Färentuna, Uppland  |       | 59.383952, 17.628118 | 10002200190002 | Ladda upp en bild av detta fornminne      |
| Färentuna 22:1                             | Stensättning                |              | Färentuna, Uppland  |       | 59.387122, 17.643509 | 10002200220001 | Ladda upp en bild av detta fornminne      |
| Färentuna 23:1                             | Gravfält                    |              | Färentuna, Uppland  |       | 59.391441, 17.641087 | 10002200230001 | Ladda upp en bild av detta fornminne      |
| Färentuna 24:1                             | Gravfält                    |              | Färentuna, Uppland  |       | 59.394904, 17.636732 | 10002200240001 | Ladda upp en bild av detta fornminne      |
| Färentuna 26:1                             | Hällristning                |              | Färentuna, Uppland  |       | 59.401661, 17.653480 | 10002200260001 | Ladda upp en bild av detta fornminne      |
| Färentuna 27:1                             | Stensättning                |              | Färentuna, Uppland  |       | 59.406326, 17.653245 | 10002200270001 | Ladda upp en bild av detta fornminne      |
| Färentuna 27:2                             | Grav markerad av sten/block |              | Färentuna, Uppland  |       | 59.406233, 17.653455 | 10002200270002 | Ladda upp en bild av detta fornminne      |
| Färentuna 28:1                             | Stensättning                |              | Färentuna, Uppland  |       | 59.396288, 17.624376 | 10002200280001 | Ladda upp en bild av detta fornminne      |
| Färentuna 28:2                             | Stensättning                |              | Färentuna, Uppland  |       | 59.396295, 17.624176 | 10002200280002 | Ladda upp en bild av detta fornminne      |
| Färentuna 29:1                             | Gravfält                    |              | Färentuna, Uppland  |       | 59.396520, 17.627709 | 10002200290001 | Ladda upp en bild av detta fornminne      |
| Färentuna 32:1                             | Hällristning                |              | Färentuna, Uppland  |       | 59.398473, 17.628262 | 10002200320001 | Ladda upp en bild av detta fornminne      |
| Färentuna 33:1                             | Gravfält                    |              | Färentuna, Uppland  |       | 59.398560, 17.636835 | 10002200330001 | Ladda upp en bild av detta fornminne      |
| Färentuna 34:1                             | Gravfält                    |              | Färentuna, Uppland  |       | 59.394387, 17.652829 | 10002200340001 | Ladda upp en bild av detta fornminne      |
| Färentuna 36:1                             | Stensättning                |              | Färentuna, Uppland  |       | 59.406964, 17.635585 | 10002200360001 | Ladda upp en bild av detta fornminne      |
| Färentuna 40:1                             | Stensättning                |              | Färentuna, Uppland  |       | 59.405480, 17.638282 | 10002200400001 | Ladda upp en bild av detta fornminne      |
| Färentuna 40:2                             | Stensättning                |              | Färentuna, Uppland  |       | 59.405561, 17.638295 | 10002200400002 | Ladda upp en bild av detta fornminne      |
| Färentuna 40:3                             | Grav markerad av sten/block |              | Färentuna, Uppland  |       | 59.405521, 17.638148 | 10002200400003 | Ladda upp en bild av detta fornminne      |
| Färentuna 41:1                             | Gravfält                    |              | Färentuna, Uppland  |       | 59.405517, 17.641360 | 10002200410001 | Ladda upp en bild av detta fornminne      |
| Ringnäsborgen (Färentuna 44:1)             | Borg                        |              | Färentuna, Uppland  |       | 59.406794, 17.617284 | 10002200440001 | Ladda upp en bild av detta fornminne      |
| Färentuna 45:1                             | Gravfält                    |              | Färentuna, Uppland  |       | 59.402500, 17.625982 | 10002200450001 | Ladda upp en bild av detta fornminne      |
| Upplands runinskrifter 22 (Färentuna 45:2) | Runristning                 |              | Färentuna, Uppland  |       | 59.402124, 17.626672 | 10002200450002 | Ladda upp en till bild av detta fornminne |
| Färentuna 50:1                             | Hög                         |              | Färentuna, Uppland  |       | 59.390852, 17.640688 | 10002200500001 | Ladda upp en bild av detta fornminne      |
| Färentuna 51:1                             | Gravfält                    |              | Färentuna, Uppland  |       | 59.394624, 17.635357 | 10002200510001 | Ladda upp en bild av detta fornminne      |
| Färentuna 52:1                             | Hög                         |              | Färentuna, Uppland  |       | 59.393967, 17.636747 | 10002200520001 | Ladda upp en bild av detta fornminne      |
| Färentuna 55:1                             | Gravfält                    |              | Färentuna, Uppland  |       | 59.397436, 17.623549 | 10002200550001 | Ladda upp en bild av detta fornminne      |
| Upplands runinskrifter 20 (Färentuna 56:1) | Runristning                 |              | Färentuna, Uppland  |       | 59.391501, 17.655597 | 10002200560001 | Ladda upp en till bild av detta fornminne |
| Upplands runinskrifter 21 (Färentuna 56:2) | Runristning                 |              | Färentuna, Uppland  |       | 59.391535, 17.655594 | 10002200560002 | Ladda upp en till bild av detta fornminne |
| Färentuna 60:1                             | Stensättning                |              | Färentuna, Uppland  |       | 59.386861, 17.647167 | 10002200600001 | Ladda upp en bild av detta fornminne      |
| Färentuna 62:1                             | Stensättning                |              | Färentuna, Uppland  |       | 59.404961, 17.626843 | 10002200620001 | Ladda upp en bild av detta fornminne      |
| Färentuna 66:1                             | Stensättning                |              | Färentuna, Uppland  |       | 59.388195, 17.645545 | 10002200660001 | Ladda upp en bild av detta fornminne      |
| Färentuna 67:1                             | Hällristning                |              | Färentuna, Uppland  |       | 59.391673, 17.655728 | 10002200670001 | Ladda upp en bild av detta fornminne      |
| Färentuna 67:2                             | Hällristning                |              | Färentuna, Uppland  |       | 59.391647, 17.656033 | 10002200670002 | Ladda upp en bild av detta fornminne      |
| Färentuna 67:3                             | Hällristning                |              | Färentuna, Uppland  |       | 59.391686, 17.655517 | 10002200670003 | Ladda upp en bild av detta fornminne      |

## Hilleshög
| Namn                                       | Lämningstyp                 | Tillkomsttid | Historisk indelning | Plats | Läge                 | ID-nr          | Bild                                      |
| ------------------------------------------ | --------------------------- | ------------ | ------------------- | ----- | -------------------- | -------------- | ----------------------------------------- |
| Hilleshög 2:1                              | Gravfält                    |              | Hilleshög, Uppland  |       | 59.406778, 17.722444 | 10002900020001 | Ladda upp en bild av detta fornminne      |
| Hilleshög 4:1                              | Stensättning                |              | Hilleshög, Uppland  |       | 59.409019, 17.717603 | 10002900040001 | Ladda upp en bild av detta fornminne      |
| Hilleshög 4:2                              | Stensättning                |              | Hilleshög, Uppland  |       | 59.408914, 17.717723 | 10002900040002 | Ladda upp en bild av detta fornminne      |
| Hilleshög 5:1                              | Runristning                 |              | Hilleshög, Uppland  |       | 59.410003, 17.709775 | 10002900050001 | Ladda upp en bild av detta fornminne      |
| Hilleshög 11:1                             | Stensättning                |              | Hilleshög, Uppland  |       | 59.417848, 17.698329 | 10002900110001 | Ladda upp en bild av detta fornminne      |
| Hilleshög 13:1                             | Stensättning                |              | Hilleshög, Uppland  |       | 59.402507, 17.684173 | 10002900130001 | Ladda upp en bild av detta fornminne      |
| Hilleshög 14:1                             | Stensättning                |              | Hilleshög, Uppland  |       | 59.397588, 17.703980 | 10002900140001 | Ladda upp en bild av detta fornminne      |
| Hilleshög 16:1                             | Gravfält                    |              | Hilleshög, Uppland  |       | 59.391712, 17.683031 | 10002900160001 | Ladda upp en bild av detta fornminne      |
| Hilleshög 18:1                             | Hällristning                |              | Hilleshög, Uppland  |       | 59.389480, 17.672656 | 10002900180001 | Ladda upp en bild av detta fornminne      |
| Hilleshög 20:1                             | Hög                         |              | Hilleshög, Uppland  |       | 59.391498, 17.673487 | 10002900200001 | Ladda upp en bild av detta fornminne      |
| Hilleshög 20:2                             | Stensättning                |              | Hilleshög, Uppland  |       | 59.391362, 17.673689 | 10002900200002 | Ladda upp en bild av detta fornminne      |
| Hilleshög 20:3                             | Grav markerad av sten/block |              | Hilleshög, Uppland  |       | 59.391050, 17.674226 | 10002900200003 | Ladda upp en bild av detta fornminne      |
| Hilleshög 20:4                             | Grav markerad av sten/block |              | Hilleshög, Uppland  |       | 59.390998, 17.674096 | 10002900200004 | Ladda upp en bild av detta fornminne      |
| Hilleshög 23:1                             | Gravfält                    |              | Hilleshög, Uppland  |       | 59.390403, 17.691089 | 10002900230001 | Ladda upp en bild av detta fornminne      |
| Upplands runinskrifter 30 (Hilleshög 24:1) | Runristning                 |              | Hilleshög, Uppland  |       | 59.386919, 17.685019 | 10002900240001 | Ladda upp en till bild av detta fornminne |
| Hilleshög 25:1                             | Gravfält                    |              | Hilleshög, Uppland  |       | 59.386021, 17.685663 | 10002900250001 | Ladda upp en bild av detta fornminne      |
| Hilleshög 26:1                             | Hällristning                |              | Hilleshög, Uppland  |       | 59.386216, 17.693422 | 10002900260001 | Ladda upp en bild av detta fornminne      |
| Hilleshög 27:1                             | Stensättning                |              | Hilleshög, Uppland  |       | 59.383241, 17.683802 | 10002900270001 | Ladda upp en bild av detta fornminne      |
| Hilleshög 28:1                             | Gravfält                    |              | Hilleshög, Uppland  |       | 59.385521, 17.680378 | 10002900280001 | Ladda upp en bild av detta fornminne      |
| Hilleshög 29:1                             | Röse                        |              | Hilleshög, Uppland  |       | 59.384601, 17.674540 | 10002900290001 | Ladda upp en bild av detta fornminne      |
| Hilleshög 29:2                             | Stensättning                |              | Hilleshög, Uppland  |       | 59.384589, 17.674285 | 10002900290002 | Ladda upp en bild av detta fornminne      |
| Hilleshög 30:1                             | Röse                        |              | Hilleshög, Uppland  |       | 59.384775, 17.676178 | 10002900300001 | Ladda upp en bild av detta fornminne      |
| Hilleshög 33:1                             | Gravfält                    |              | Hilleshög, Uppland  |       | 59.380201, 17.670109 | 10002900330001 | Ladda upp en bild av detta fornminne      |
| Hilleshög 34:1                             | Gravfält                    |              | Hilleshög, Uppland  |       | 59.384877, 17.678523 | 10002900340001 | Ladda upp en bild av detta fornminne      |
| Hilleshög 35:1                             | Gravfält                    |              | Hilleshög, Uppland  |       | 59.379838, 17.673991 | 10002900350001 | Ladda upp en bild av detta fornminne      |
| Hilleshög 36:1                             | Stensättning                |              | Hilleshög, Uppland  |       | 59.372926, 17.688970 | 10002900360001 | Ladda upp en bild av detta fornminne      |
| Hilleshög 36:2                             | Stensättning                |              | Hilleshög, Uppland  |       | 59.373348, 17.688861 | 10002900360002 | Ladda upp en bild av detta fornminne      |
| Hilleshögen (Hilleshög 39:1)               | Hög                         |              | Hilleshög, Uppland  |       | 59.390425, 17.701848 | 10002900390001 | Ladda upp en bild av detta fornminne      |
| Hilleshögen (Hilleshög 39:2)               | Hög                         |              | Hilleshög, Uppland  |       | 59.390103, 17.702406 | 10002900390002 | Ladda upp en bild av detta fornminne      |
| Hilleshögen (Hilleshög 39:3)               | Hög                         |              | Hilleshög, Uppland  |       | 59.390033, 17.701569 | 10002900390003 | Ladda upp en bild av detta fornminne      |
| Hilleshög 40:1                             | Hög                         |              | Hilleshög, Uppland  |       | 59.387328, 17.703822 | 10002900400001 | Ladda upp en bild av detta fornminne      |
| Hilleshög 40:2                             | Hög                         |              | Hilleshög, Uppland  |       | 59.387111, 17.703448 | 10002900400002 | Ladda upp en bild av detta fornminne      |
| U 29, Hillersjöhällen (Hilleshög 41:1)     | Runristning                 |              | Hilleshög, Uppland  |       | 59.388081, 17.704881 | 10002900410001 | Ladda upp en till bild av detta fornminne |
| Hilleshög 43:1                             | Stensättning                |              | Hilleshög, Uppland  |       | 59.386048, 17.699568 | 10002900430001 | Ladda upp en bild av detta fornminne      |
| Hilleshög 43:2                             | Stensättning                |              | Hilleshög, Uppland  |       | 59.385940, 17.699727 | 10002900430002 | Ladda upp en bild av detta fornminne      |
| Hilleshög 44:1                             | Hög                         |              | Hilleshög, Uppland  |       | 59.384989, 17.697925 | 10002900440001 | Ladda upp en bild av detta fornminne      |
| Hilleshög 45:1                             | Hällristning                |              | Hilleshög, Uppland  |       | 59.383231, 17.697978 | 10002900450001 | Ladda upp en bild av detta fornminne      |
| Hilleshög 47:1                             | Stensättning                |              | Hilleshög, Uppland  |       | 59.378795, 17.717658 | 10002900470001 | Ladda upp en bild av detta fornminne      |
| Hilleshög 51:1                             | Gravfält                    |              | Hilleshög, Uppland  |       | 59.392328, 17.680427 | 10002900510001 | Ladda upp en bild av detta fornminne      |
| Hilleshög 53:1                             | Stensättning                |              | Hilleshög, Uppland  |       | 59.402182, 17.684916 | 10002900530001 | Ladda upp en bild av detta fornminne      |
| Hilleshög 53:2                             | Stensättning                |              | Hilleshög, Uppland  |       | 59.402076, 17.684963 | 10002900530002 | Ladda upp en bild av detta fornminne      |
| Hilleshög 55:1                             | Gravfält                    |              | Hilleshög, Uppland  |       | 59.379855, 17.668672 | 10002900550001 | Ladda upp en bild av detta fornminne      |
| Hilleshög 58:1                             | Stensättning                |              | Hilleshög, Uppland  |       | 59.384002, 17.669014 | 10002900580001 | Ladda upp en bild av detta fornminne      |
| Hilleshög 62:1                             | Stensättning                |              | Hilleshög, Uppland  |       | 59.382737, 17.684722 | 10002900620001 | Ladda upp en bild av detta fornminne      |
| Hilleshög 62:2                             | Stensättning                |              | Hilleshög, Uppland  |       | 59.382547, 17.683932 | 10002900620002 | Ladda upp en bild av detta fornminne      |
| Hilleshög 62:3                             | Stensättning                |              | Hilleshög, Uppland  |       | 59.382401, 17.683658 | 10002900620003 | Ladda upp en bild av detta fornminne      |
| Hilleshög 62:4                             | Stensättning                |              | Hilleshög, Uppland  |       | 59.382112, 17.683885 | 10002900620004 | Ladda upp en bild av detta fornminne      |
| Hilleshög 62:5                             | Stensättning                |              | Hilleshög, Uppland  |       | 59.382594, 17.683228 | 10002900620005 | Ladda upp en bild av detta fornminne      |
| Hilleshög 62:6                             | Stensättning                |              | Hilleshög, Uppland  |       | 59.382459, 17.683113 | 10002900620006 | Ladda upp en bild av detta fornminne      |
| Hilleshög 66:1                             | Stensättning                |              | Hilleshög, Uppland  |       | 59.392104, 17.744429 | 10002900660001 | Ladda upp en bild av detta fornminne      |
| Hilleshög 66:2                             | Stensättning                |              | Hilleshög, Uppland  |       | 59.392354, 17.744952 | 10002900660002 | Ladda upp en bild av detta fornminne      |
| Hilleshög 67:1                             | Stensättning                |              | Hilleshög, Uppland  |       | 59.383300, 17.680380 | 10002900670001 | Ladda upp en bild av detta fornminne      |
| Hilleshög 69:1                             | Fornborg                    |              | Hilleshög, Uppland  |       | 59.376675, 17.692134 | 10002900690001 | Ladda upp en bild av detta fornminne      |
| Hilleshög 70:1                             | Stensättning                |              | Hilleshög, Uppland  |       | 59.395366, 17.699194 | 10002900700001 | Ladda upp en bild av detta fornminne      |
| Hilleshög 71:1                             | Hög                         |              | Hilleshög, Uppland  |       | 59.380800, 17.712778 | 10002900710001 | Ladda upp en bild av detta fornminne      |
| Höghammar (Hilleshög 83:1)                 | Lägenhetsbebyggelse         |              | Hilleshög, Uppland  |       | 59.370325, 17.712328 | 10002900830001 | Ladda upp en bild av detta fornminne      |

## Lovö
| Namn                                  | Lämningstyp                      | Tillkomsttid | Historisk indelning | Plats      | Läge                 | ID-nr          | Bild                                      |
| ------------------------------------- | -------------------------------- | ------------ | ------------------- | ---------- | -------------------- | -------------- | ----------------------------------------- |
| Lovö 4:1                              | Röse                             |              | Lovö, Uppland       |            | 59.294105, 17.858642 | 10004600040001 | Ladda upp en bild av detta fornminne      |
| Lovö 5:1                              | Stensättning                     |              | Lovö, Uppland       |            | 59.295492, 17.858212 | 10004600050001 | Ladda upp en bild av detta fornminne      |
| Lovö 6:1                              | Gravfält                         |              | Lovö, Uppland       |            | 59.298957, 17.853387 | 10004600060001 | Ladda upp en bild av detta fornminne      |
| Lovö 7:1                              | Grav- och boplatsområde          |              | Lovö, Uppland       |            | 59.297921, 17.851858 | 10004600070001 | Ladda upp en bild av detta fornminne      |
| Lovö 9:1                              | Röse                             |              | Lovö, Uppland       |            | 59.303573, 17.843075 | 10004600090001 | Ladda upp en bild av detta fornminne      |
| Lovö 10:1                             | Gravfält                         |              | Lovö, Uppland       |            | 59.306334, 17.840905 | 10004600100001 | Ladda upp en bild av detta fornminne      |
| Lovö 11:1                             | Stensättning                     |              | Lovö, Uppland       |            | 59.305021, 17.835807 | 10004600110001 | Ladda upp en bild av detta fornminne      |
| Lovö 11:2                             | Stensättning                     |              | Lovö, Uppland       |            | 59.304842, 17.835663 | 10004600110002 | Ladda upp en bild av detta fornminne      |
| Lovö 11:3                             | Stensättning                     |              | Lovö, Uppland       |            | 59.304899, 17.835207 | 10004600110003 | Ladda upp en bild av detta fornminne      |
| Lovö 11:4                             | Stensättning                     |              | Lovö, Uppland       |            | 59.304842, 17.835663 | 10004600110004 | Ladda upp en bild av detta fornminne      |
| Lovö 12:1                             | Stensättning                     |              | Lovö, Uppland       |            | 59.306141, 17.837434 | 10004600120001 | Ladda upp en bild av detta fornminne      |
| Lovö 12:2                             | Stensättning                     |              | Lovö, Uppland       |            | 59.306188, 17.837049 | 10004600120002 | Ladda upp en bild av detta fornminne      |
| Lovö 12:3                             | Stensättning                     |              | Lovö, Uppland       |            | 59.306081, 17.837028 | 10004600120003 | Ladda upp en bild av detta fornminne      |
| Lovö 13:1                             | Gravfält                         |              | Lovö, Uppland       |            | 59.307708, 17.835631 | 10004600130001 | Ladda upp en bild av detta fornminne      |
| Lovö 14:1                             | Röse                             |              | Lovö, Uppland       |            | 59.309584, 17.830936 | 10004600140001 | Ladda upp en bild av detta fornminne      |
| Lovö 15:1                             | Röse                             |              | Lovö, Uppland       |            | 59.309616, 17.830164 | 10004600150001 | Ladda upp en bild av detta fornminne      |
| Lovö 16:1                             | Gravfält                         |              | Lovö, Uppland       |            | 59.309046, 17.832731 | 10004600160001 | Ladda upp en bild av detta fornminne      |
| Lovö 17:1                             | Stensättning                     |              | Lovö, Uppland       |            | 59.310075, 17.832757 | 10004600170001 | Ladda upp en bild av detta fornminne      |
| Lovö 19:1                             | Hög                              |              | Lovö, Uppland       |            | 59.308670, 17.826628 | 10004600190001 | Ladda upp en bild av detta fornminne      |
| Lovö 19:2                             | Stensättning                     |              | Lovö, Uppland       |            | 59.308867, 17.826756 | 10004600190002 | Ladda upp en bild av detta fornminne      |
| Lovö 19:3                             | Stensättning                     |              | Lovö, Uppland       |            | 59.308859, 17.826510 | 10004600190003 | Ladda upp en bild av detta fornminne      |
| Lovö 19:4                             | Hög                              |              | Lovö, Uppland       |            | 59.308790, 17.826034 | 10004600190004 | Ladda upp en bild av detta fornminne      |
| Lovö 20:1                             | Fornborg                         |              | Lovö, Uppland       |            | 59.305610, 17.824958 | 10004600200001 | Ladda upp en bild av detta fornminne      |
| Lovö 21:1                             | Hög                              |              | Lovö, Uppland       |            | 59.315461, 17.823369 | 10004600210001 | Ladda upp en bild av detta fornminne      |
| Lovö 24:1                             | Stensättning                     |              | Lovö, Uppland       |            | 59.309890, 17.815375 | 10004600240001 | Ladda upp en bild av detta fornminne      |
| Lovö 24:2                             | Stensättning                     |              | Lovö, Uppland       |            | 59.309802, 17.815298 | 10004600240002 | Ladda upp en bild av detta fornminne      |
| Lovö 25:1                             | Röse                             |              | Lovö, Uppland       |            | 59.318859, 17.819901 | 10004600250001 | Ladda upp en bild av detta fornminne      |
| Lovö 26:1                             | Gravfält                         |              | Lovö, Uppland       |            | 59.323121, 17.826293 | 10004600260001 | Ladda upp en bild av detta fornminne      |
| Lovö 27:1                             | Grav- och boplatsområde          |              | Lovö, Uppland       |            | 59.312281, 17.831184 | 10004600270001 | Ladda upp en bild av detta fornminne      |
| Lovö 28:1                             | Gravfält                         |              | Lovö, Uppland       |            | 59.311476, 17.839425 | 10004600280001 | Ladda upp en bild av detta fornminne      |
| Lovö 29:1                             | Stensättning                     |              | Lovö, Uppland       |            | 59.310691, 17.841518 | 10004600290001 | Ladda upp en bild av detta fornminne      |
| Lovö 30:1                             | Stensättning                     |              | Lovö, Uppland       |            | 59.310538, 17.842902 | 10004600300001 | Ladda upp en bild av detta fornminne      |
| Lovö 30:2                             | Stensättning                     |              | Lovö, Uppland       |            | 59.310407, 17.842319 | 10004600300002 | Ladda upp en bild av detta fornminne      |
| Lovö 33:1                             | Stensättning                     |              | Lovö, Uppland       |            | 59.305018, 17.839056 | 10004600330001 | Ladda upp en bild av detta fornminne      |
| Lovö 34:1                             | Gravfält                         |              | Lovö, Uppland       |            | 59.314836, 17.835631 | 10004600340001 | Ladda upp en bild av detta fornminne      |
| Lovö 35:1                             | Gravfält                         |              | Lovö, Uppland       |            | 59.317870, 17.836082 | 10004600350001 | Ladda upp en bild av detta fornminne      |
| Lovö 36:1                             | Gravfält                         |              | Lovö, Uppland       |            | 59.316760, 17.834449 | 10004600360001 | Ladda upp en bild av detta fornminne      |
| Lovö 37:1                             | Stensättning                     |              | Lovö, Uppland       |            | 59.318876, 17.830221 | 10004600370001 | Ladda upp en bild av detta fornminne      |
| Upplands runinskrifter 50 (Lovö 38:1) | Runristning                      |              | Lovö, Uppland       | Lovö kyrka | 59.321382, 17.839467 | 10004600380001 | Ladda upp en till bild av detta fornminne |
| Upplands runinskrifter 49 (Lovö 39:1) | Runristning                      |              | Lovö, Uppland       | Lovö kyrka | 59.321223, 17.839506 | 10004600390001 | Ladda upp en till bild av detta fornminne |
| Upplands runinskrifter 46 (Lovö 40:1) | Runristning                      |              | Lovö, Uppland       | Lovö kyrka | 59.321139, 17.839473 | 10004600400001 | Ladda upp en till bild av detta fornminne |
| Upplands runinskrifter 48 (Lovö 41:1) | Runristning                      |              | Lovö, Uppland       | Lovö kyrka | 59.321169, 17.839955 | 10004600410001 | Ladda upp en till bild av detta fornminne |
| Lovö 43:1                             | Gravfält                         |              | Lovö, Uppland       |            | 59.319143, 17.852704 | 10004600430001 | Ladda upp en bild av detta fornminne      |
| Lovö 45:1                             | Stensättning                     |              | Lovö, Uppland       |            | 59.313873, 17.851558 | 10004600450001 | Ladda upp en bild av detta fornminne      |
| Lovö 46:1                             | Stensättning                     |              | Lovö, Uppland       |            | 59.311156, 17.861920 | 10004600460001 | Ladda upp en bild av detta fornminne      |
| Lovö 47:1                             | Hög                              |              | Lovö, Uppland       |            | 59.307959, 17.866332 | 10004600470001 | Ladda upp en bild av detta fornminne      |
| Lovö 47:2                             | Stensättning                     |              | Lovö, Uppland       |            | 59.307869, 17.866294 | 10004600470002 | Ladda upp en bild av detta fornminne      |
| Lovö 47:3                             | Stensättning                     |              | Lovö, Uppland       |            | 59.307814, 17.866503 | 10004600470003 | Ladda upp en bild av detta fornminne      |
| Lovö 48:1                             | Stensättning                     |              | Lovö, Uppland       |            | 59.309625, 17.859363 | 10004600480001 | Ladda upp en bild av detta fornminne      |
| Lovö 49:1                             | Stensättning                     |              | Lovö, Uppland       |            | 59.310275, 17.856090 | 10004600490001 | Ladda upp en bild av detta fornminne      |
| Lovö 50:1                             | Gravfält                         |              | Lovö, Uppland       |            | 59.308357, 17.857035 | 10004600500001 | Ladda upp en bild av detta fornminne      |
| Lovö 51:1                             | Gravfält                         |              | Lovö, Uppland       |            | 59.316126, 17.868504 | 10004600510001 | Ladda upp en bild av detta fornminne      |
| Lovö 52:1                             | Stensättning                     |              | Lovö, Uppland       |            | 59.306761, 17.873570 | 10004600520001 | Ladda upp en bild av detta fornminne      |
| Lovö 53:1                             | Gravfält                         |              | Lovö, Uppland       |            | 59.305325, 17.864825 | 10004600530001 | Ladda upp en bild av detta fornminne      |
| Lovö 53:2                             | Runristning                      |              | Lovö, Uppland       |            | 59.305871, 17.863814 | 10004600530002 | Ladda upp en till bild av detta fornminne |
| Lovö 54:1                             | Gravfält                         |              | Lovö, Uppland       |            | 59.303058, 17.862031 | 10004600540001 | Ladda upp en bild av detta fornminne      |
| Lovö 55:1                             | Gravfält                         |              | Lovö, Uppland       |            | 59.323475, 17.863257 | 10004600550001 | Ladda upp en bild av detta fornminne      |
| Hemmet (Lovö 56:1)                    | Gravfält                         |              | Lovö, Uppland       |            | 59.326266, 17.871842 | 10004600560001 | Ladda upp en bild av detta fornminne      |
| Lovö 57:1                             | Gravfält                         |              | Lovö, Uppland       |            | 59.330134, 17.874853 | 10004600570001 | Ladda upp en bild av detta fornminne      |
| Lovö 58:1                             | Stensättning                     |              | Lovö, Uppland       |            | 59.333814, 17.862713 | 10004600580001 | Ladda upp en bild av detta fornminne      |
| Lovö 59:1                             | Stensättning                     |              | Lovö, Uppland       |            | 59.331835, 17.851090 | 10004600590001 | Ladda upp en bild av detta fornminne      |
| Lovö 59:2                             | Stensättning                     |              | Lovö, Uppland       |            | 59.331996, 17.851188 | 10004600590002 | Ladda upp en bild av detta fornminne      |
| Lovö 60:1                             | Gravfält                         |              | Lovö, Uppland       |            | 59.332914, 17.852395 | 10004600600001 | Ladda upp en bild av detta fornminne      |
| Lovö 61:1                             | Gravfält                         |              | Lovö, Uppland       |            | 59.331392, 17.849110 | 10004600610001 | Ladda upp en bild av detta fornminne      |
| Lovö 62:1                             | Gravfält                         |              | Lovö, Uppland       |            | 59.339778, 17.859122 | 10004600620001 | Ladda upp en bild av detta fornminne      |
| Lovö 63:1                             | Stensättning                     |              | Lovö, Uppland       |            | 59.341753, 17.855965 | 10004600630001 | Ladda upp en bild av detta fornminne      |
| Lovö 64:1                             | Grav- och boplatsområde          |              | Lovö, Uppland       |            | 59.335146, 17.847771 | 10004600640001 | Ladda upp en bild av detta fornminne      |
| Lovö 65:1                             | Gravfält                         |              | Lovö, Uppland       |            | 59.335336, 17.849981 | 10004600650001 | Ladda upp en bild av detta fornminne      |
| Lovö 66:1                             | Stensättning                     |              | Lovö, Uppland       |            | 59.335526, 17.832963 | 10004600660001 | Ladda upp en bild av detta fornminne      |
| Lovö 67:1                             | Gravfält                         |              | Lovö, Uppland       |            | 59.328570, 17.830809 | 10004600670001 | Ladda upp en bild av detta fornminne      |
| Lovö 68:1                             | Gravfält                         |              | Lovö, Uppland       |            | 59.332333, 17.824281 | 10004600680001 | Ladda upp en bild av detta fornminne      |
| Lovö 69:1                             | Gravfält                         |              | Lovö, Uppland       |            | 59.331163, 17.824257 | 10004600690001 | Ladda upp en bild av detta fornminne      |
| Lovö 71:1                             | Gravfält                         |              | Lovö, Uppland       |            | 59.333814, 17.826509 | 10004600710001 | Ladda upp en bild av detta fornminne      |
| Lovö 72:1                             | Hög                              |              | Lovö, Uppland       |            | 59.324673, 17.867889 | 10004600720001 | Ladda upp en bild av detta fornminne      |
| Lovö 72:2                             | Hög                              |              | Lovö, Uppland       |            | 59.324782, 17.867762 | 10004600720002 | Ladda upp en bild av detta fornminne      |
| Upplands runinskrifter 47 (Lovö 73:1) | Runristning                      |              | Lovö, Uppland       | Lovö kyrka | 59.321157, 17.839790 | 10004600730001 | Ladda upp en till bild av detta fornminne |
| Lovö 74:1                             | Stensättning                     |              | Lovö, Uppland       |            | 59.317011, 17.880999 | 10004600740001 | Ladda upp en bild av detta fornminne      |
| Lovö 75:1                             | Stensättning                     |              | Lovö, Uppland       |            | 59.336495, 17.873013 | 10004600750001 | Ladda upp en bild av detta fornminne      |
| Lovö 76:1                             | Gravfält                         |              | Lovö, Uppland       |            | 59.329310, 17.846618 | 10004600760001 | Ladda upp en bild av detta fornminne      |
| Lovö 77:1                             | Gravfält                         |              | Lovö, Uppland       |            | 59.327502, 17.845846 | 10004600770001 | Ladda upp en bild av detta fornminne      |
| Lovö 78:1                             | Gravfält                         |              | Lovö, Uppland       |            | 59.328651, 17.854408 | 10004600780001 | Ladda upp en bild av detta fornminne      |
| Lovö 79:1                             | Stensättning                     |              | Lovö, Uppland       |            | 59.330288, 17.851534 | 10004600790001 | Ladda upp en bild av detta fornminne      |
| Lovö 80:1                             | Stensättning                     |              | Lovö, Uppland       |            | 59.330509, 17.842746 | 10004600800001 | Ladda upp en bild av detta fornminne      |
| Lovö 80:2                             | Stensättning                     |              | Lovö, Uppland       |            | 59.330861, 17.843375 | 10004600800002 | Ladda upp en bild av detta fornminne      |
| Lovö 81:2                             | Hög                              |              | Lovö, Uppland       |            | 59.329711, 17.842115 | 10004600810002 | Ladda upp en bild av detta fornminne      |
| Lovö 82:1                             | Gravfält                         |              | Lovö, Uppland       |            | 59.328632, 17.841040 | 10004600820001 | Ladda upp en bild av detta fornminne      |
| Lovö 84:1                             | Stensättning                     |              | Lovö, Uppland       |            | 59.325352, 17.815333 | 10004600840001 | Ladda upp en bild av detta fornminne      |
| Lovö 85:1                             | Stensättning                     |              | Lovö, Uppland       |            | 59.300972, 17.882178 | 10004600850001 | Ladda upp en bild av detta fornminne      |
| Lovö 85:2                             | Stensättning                     |              | Lovö, Uppland       |            | 59.300938, 17.881966 | 10004600850002 | Ladda upp en bild av detta fornminne      |
| Lovö 85:3                             | Stensättning                     |              | Lovö, Uppland       |            | 59.300904, 17.881841 | 10004600850003 | Ladda upp en bild av detta fornminne      |
| Lovö 87:1                             | Gravfält                         |              | Lovö, Uppland       |            | 59.310776, 17.832524 | 10004600870001 | Ladda upp en bild av detta fornminne      |
| Lovö 88:1                             | Stensättning                     |              | Lovö, Uppland       |            | 59.310525, 17.834142 | 10004600880001 | Ladda upp en bild av detta fornminne      |
| Lovö 89:1                             | Stensättning                     |              | Lovö, Uppland       |            | 59.307336, 17.834496 | 10004600890001 | Ladda upp en bild av detta fornminne      |
| Lovö 94:1                             | Stensättning                     |              | Lovö, Uppland       |            | 59.342817, 17.809936 | 10004600940001 | Ladda upp en bild av detta fornminne      |
| Lovö 103:1                            | Hällristning                     |              | Lovö, Uppland       |            | 59.306597, 17.839043 | 10004601030001 | Ladda upp en bild av detta fornminne      |
| Lovö 104:1                            | Stensättning                     |              | Lovö, Uppland       |            | 59.307947, 17.853992 | 10004601040001 | Ladda upp en bild av detta fornminne      |
| Lovö 104:2                            | Stensättning                     |              | Lovö, Uppland       |            | 59.307801, 17.853481 | 10004601040002 | Ladda upp en bild av detta fornminne      |
| Lovö 104:3                            | Stensättning                     |              | Lovö, Uppland       |            | 59.307804, 17.853314 | 10004601040003 | Ladda upp en bild av detta fornminne      |
| Lovö 104:4                            | Stensättning                     |              | Lovö, Uppland       |            | 59.308131, 17.854254 | 10004601040004 | Ladda upp en bild av detta fornminne      |
| Lovö 105:1                            | Gravfält                         |              | Lovö, Uppland       |            | 59.334929, 17.854609 | 10004601050001 | Ladda upp en bild av detta fornminne      |
| Lovö 106:1                            | Hög                              |              | Lovö, Uppland       |            | 59.332606, 17.851863 | 10004601060001 | Ladda upp en bild av detta fornminne      |
| Lovö 107:1                            | Husgrund, förhistorisk/medeltida |              | Lovö, Uppland       |            | 59.328926, 17.839189 | 10004601070001 | Ladda upp en bild av detta fornminne      |
| Lovö 108:1                            | Gravfält                         |              | Lovö, Uppland       |            | 59.330076, 17.843399 | 10004601080001 | Ladda upp en bild av detta fornminne      |
| Lovö 114:1                            | Stensättning                     |              | Lovö, Uppland       |            | 59.300604, 17.889058 | 10004601140001 | Ladda upp en bild av detta fornminne      |
| Lovö 118:1                            | Stensättning                     |              | Lovö, Uppland       |            | 59.307507, 17.847801 | 10004601180001 | Ladda upp en bild av detta fornminne      |
| Lovö 119:1                            | Stensättning                     |              | Lovö, Uppland       |            | 59.316260, 17.833774 | 10004601190001 | Ladda upp en bild av detta fornminne      |
| Lovö 121:1                            | Begravningsplats                 |              | Lovö, Uppland       |            | 59.321311, 17.916478 | 10004601210001 | Ladda upp en bild av detta fornminne      |
| Lovö 126:1                            | Grav- och boplatsområde          |              | Lovö, Uppland       |            | 59.303390, 17.845203 | 10004601260001 | Ladda upp en bild av detta fornminne      |
| Lovö 158                              | Stensättning                     |              | Lovö, Uppland       |            | 59.343127, 17.831272 | 12000000072642 | Ladda upp en bild av detta fornminne      |
| Lovö 175                              | Stensättning                     |              | Lovö, Uppland       |            | 59.341428, 17.802161 | 12000000104937 | Ladda upp en bild av detta fornminne      |

## Munsö
| Namn                             | Lämningstyp  | Tillkomsttid | Historisk indelning | Plats | Läge                 | ID-nr          | Bild                                      |
| -------------------------------- | ------------ | ------------ | ------------------- | ----- | -------------------- | -------------- | ----------------------------------------- |
| Munsö 7:1                        | Hög          |              | Munsö, Uppland      |       | 59.423090, 17.562761 | 10005200070001 | Ladda upp en bild av detta fornminne      |
| Munsö 10:1                       | Gravfält     |              | Munsö, Uppland      |       | 59.402037, 17.565276 | 10005200100001 | Ladda upp en bild av detta fornminne      |
| Munsö 11:1                       | Gravfält     |              | Munsö, Uppland      |       | 59.404668, 17.561561 | 10005200110001 | Ladda upp en bild av detta fornminne      |
| Munsö 12:2                       | Stensättning |              | Munsö, Uppland      |       | 59.404742, 17.560155 | 10005200120002 | Ladda upp en bild av detta fornminne      |
| Munsö 12:3                       | Stensättning |              | Munsö, Uppland      |       | 59.404607, 17.560412 | 10005200120003 | Ladda upp en bild av detta fornminne      |
| Munsö 13:1                       | Stensättning |              | Munsö, Uppland      |       | 59.416635, 17.545519 | 10005200130001 | Ladda upp en bild av detta fornminne      |
| Munsö 13:2                       | Stensättning |              | Munsö, Uppland      |       | 59.416615, 17.545359 | 10005200130002 | Ladda upp en bild av detta fornminne      |
| Munsö 16:1                       | Gravfält     |              | Munsö, Uppland      |       | 59.403507, 17.553585 | 10005200160001 | Ladda upp en bild av detta fornminne      |
| Munsö 20:1                       | Gravfält     |              | Munsö, Uppland      |       | 59.400999, 17.548835 | 10005200200001 | Ladda upp en bild av detta fornminne      |
| Kapellbacken (Munsö 21:1)        | Röse         |              | Munsö, Uppland      |       | 59.401969, 17.548753 | 10005200210001 | Ladda upp en bild av detta fornminne      |
| Kapellbacken (Munsö 21:3)        | Gravhägnad   |              | Munsö, Uppland      |       | 59.402076, 17.548925 | 10005200210003 | Ladda upp en bild av detta fornminne      |
| Munsö 22:1                       | Gravfält     |              | Munsö, Uppland      |       | 59.399914, 17.553022 | 10005200220001 | Ladda upp en bild av detta fornminne      |
| Munsö 23:1                       | Hög          |              | Munsö, Uppland      |       | 59.400620, 17.552560 | 10005200230001 | Ladda upp en bild av detta fornminne      |
| Munsö 23:2                       | Hög          |              | Munsö, Uppland      |       | 59.400577, 17.552740 | 10005200230002 | Ladda upp en bild av detta fornminne      |
| Munsö 25:1                       | Gravfält     |              | Munsö, Uppland      |       | 59.398168, 17.556726 | 10005200250001 | Ladda upp en bild av detta fornminne      |
| Munsö 26:1                       | Hög          |              | Munsö, Uppland      |       | 59.397292, 17.557791 | 10005200260001 | Ladda upp en bild av detta fornminne      |
| Munsö 27:1                       | Gravfält     |              | Munsö, Uppland      |       | 59.397175, 17.556595 | 10005200270001 | Ladda upp en bild av detta fornminne      |
| Munsö 37:1                       | Gravfält     |              | Munsö, Uppland      |       | 59.385331, 17.590891 | 10005200370001 | Ladda upp en bild av detta fornminne      |
| Munsö 39:1                       | Stensättning |              | Munsö, Uppland      |       | 59.383064, 17.588787 | 10005200390001 | Ladda upp en bild av detta fornminne      |
| Munsö 41:1                       | Gravfält     |              | Munsö, Uppland      |       | 59.386843, 17.580333 | 10005200410001 | Ladda upp en bild av detta fornminne      |
| Munsö 42:1                       | Stensättning |              | Munsö, Uppland      |       | 59.387891, 17.579929 | 10005200420001 | Ladda upp en bild av detta fornminne      |
| Munsö 43:1                       | Gravfält     |              | Munsö, Uppland      |       | 59.389457, 17.581853 | 10005200430001 | Ladda upp en bild av detta fornminne      |
| Munsö 44:1                       | Gravfält     |              | Munsö, Uppland      |       | 59.391678, 17.582029 | 10005200440001 | Ladda upp en bild av detta fornminne      |
| Munsö 45:1                       | Stensättning |              | Munsö, Uppland      |       | 59.393708, 17.577780 | 10005200450001 | Ladda upp en bild av detta fornminne      |
| Munsö 45:2                       | Röse         |              | Munsö, Uppland      |       | 59.393580, 17.577792 | 10005200450002 | Ladda upp en bild av detta fornminne      |
| Munsö 45:3                       | Stensättning |              | Munsö, Uppland      |       | 59.393475, 17.578022 | 10005200450003 | Ladda upp en bild av detta fornminne      |
| Munsö 46:1                       | Röse         |              | Munsö, Uppland      |       | 59.368305, 17.577597 | 10005200460001 | Ladda upp en bild av detta fornminne      |
| Munsö 48:1                       | Röse         |              | Munsö, Uppland      |       | 59.383259, 17.565612 | 10005200480001 | Ladda upp en bild av detta fornminne      |
| Munsö 49:1                       | Hög          |              | Munsö, Uppland      |       | 59.400023, 17.558496 | 10005200490001 | Ladda upp en bild av detta fornminne      |
| Munsö 49:2                       | Stensättning |              | Munsö, Uppland      |       | 59.399917, 17.558532 | 10005200490002 | Ladda upp en bild av detta fornminne      |
| Munsö 49:3                       | Stensättning |              | Munsö, Uppland      |       | 59.399765, 17.558560 | 10005200490003 | Ladda upp en bild av detta fornminne      |
| Munsö 50:1                       | Gravfält     |              | Munsö, Uppland      |       | 59.400874, 17.557608 | 10005200500001 | Ladda upp en bild av detta fornminne      |
| Munsö 53:1                       | Stensättning |              | Munsö, Uppland      |       | 59.394683, 17.552983 | 10005200530001 | Ladda upp en bild av detta fornminne      |
| Munsö 53:2                       | Stensättning |              | Munsö, Uppland      |       | 59.394768, 17.553089 | 10005200530002 | Ladda upp en bild av detta fornminne      |
| Munsö 55:1                       | Runristning  |              | Munsö, Uppland      |       | 59.356839, 17.645384 | 10005200550001 | Ladda upp en till bild av detta fornminne |
| Björn Järnsidas hög (Munsö 57:1) | Gravfält     |              | Munsö, Uppland      |       | 59.365347, 17.630793 | 10005200570001 | Ladda upp en till bild av detta fornminne |
| Munsö 58:1                       | Gravfält     |              | Munsö, Uppland      |       | 59.365245, 17.612539 | 10005200580001 | Ladda upp en bild av detta fornminne      |
| Munsö 60:1                       | Gravfält     |              | Munsö, Uppland      |       | 59.363560, 17.613784 | 10005200600001 | Ladda upp en bild av detta fornminne      |
| Munsö 67:1                       | Gravfält     |              | Munsö, Uppland      |       | 59.393956, 17.576557 | 10005200670001 | Ladda upp en bild av detta fornminne      |
| Munsö 71:1                       | Gravfält     |              | Munsö, Uppland      |       | 59.391016, 17.575465 | 10005200710001 | Ladda upp en bild av detta fornminne      |
| Munsö 74:1                       | Stensättning |              | Munsö, Uppland      |       | 59.389152, 17.551317 | 10005200740001 | Ladda upp en bild av detta fornminne      |

## Skå
| Namn                                | Lämningstyp                 | Tillkomsttid | Historisk indelning | Plats | Läge                 | ID-nr          | Bild                                      |
| ----------------------------------- | --------------------------- | ------------ | ------------------- | ----- | -------------------- | -------------- | ----------------------------------------- |
| Skå 1:1                             | Gravfält                    |              | Skå, Uppland        |       | 59.321017, 17.734192 | 10008400010001 | Ladda upp en bild av detta fornminne      |
| Skå 2:1                             | Stensättning                |              | Skå, Uppland        |       | 59.320449, 17.729561 | 10008400020001 | Ladda upp en bild av detta fornminne      |
| Skå 3:1                             | Stensättning                |              | Skå, Uppland        |       | 59.321595, 17.736715 | 10008400030001 | Ladda upp en bild av detta fornminne      |
| Skå 7:1                             | Stensättning                |              | Skå, Uppland        |       | 59.311935, 17.729297 | 10008400070001 | Ladda upp en bild av detta fornminne      |
| Skå 8:1                             | Gravfält                    |              | Skå, Uppland        |       | 59.315309, 17.733766 | 10008400080001 | Ladda upp en bild av detta fornminne      |
| Skå 8:2                             | Gravfält                    |              | Skå, Uppland        |       | 59.314443, 17.734478 | 10008400080002 | Ladda upp en bild av detta fornminne      |
| Upplands runinskrifter 43 (Skå 9:1) | Runristning                 |              | Skå, Uppland        |       | 59.325410, 17.729004 | 10008400090001 | Ladda upp en till bild av detta fornminne |
| Skå 10:1                            | Gravfält                    |              | Skå, Uppland        |       | 59.328210, 17.731347 | 10008400100001 | Ladda upp en bild av detta fornminne      |
| Skå 11:1                            | Stensättning                |              | Skå, Uppland        |       | 59.337105, 17.726403 | 10008400110001 | Ladda upp en bild av detta fornminne      |
| Skå 12:1                            | Grav markerad av sten/block |              | Skå, Uppland        |       | 59.334204, 17.727413 | 10008400120001 | Ladda upp en bild av detta fornminne      |
| Skå 13:1                            | Gravfält                    |              | Skå, Uppland        |       | 59.334554, 17.730163 | 10008400130001 | Ladda upp en bild av detta fornminne      |
| Skå 14:1                            | Stensättning                |              | Skå, Uppland        |       | 59.331893, 17.728216 | 10008400140001 | Ladda upp en bild av detta fornminne      |
| Skå 15:1                            | Hög                         |              | Skå, Uppland        |       | 59.332299, 17.734083 | 10008400150001 | Ladda upp en bild av detta fornminne      |
| Skå 16:1                            | Runristning                 |              | Skå, Uppland        |       | 59.326707, 17.737269 | 10008400160001 | Ladda upp en till bild av detta fornminne |
| Skå 17:1                            | Gravfält                    |              | Skå, Uppland        |       | 59.320776, 17.740365 | 10008400170001 | Ladda upp en bild av detta fornminne      |
| Skå 18:1                            | Gravfält                    |              | Skå, Uppland        |       | 59.318683, 17.740168 | 10008400180001 | Ladda upp en bild av detta fornminne      |
| Skå 20:1                            | Gravfält                    |              | Skå, Uppland        |       | 59.312566, 17.760908 | 10008400200001 | Ladda upp en bild av detta fornminne      |
| Skå 21:1                            | Röse                        |              | Skå, Uppland        |       | 59.321713, 17.757387 | 10008400210001 | Ladda upp en bild av detta fornminne      |
| Skå 22:1                            | Stensättning                |              | Skå, Uppland        |       | 59.321608, 17.760372 | 10008400220001 | Ladda upp en bild av detta fornminne      |
| Skå 23:1                            | Gravfält                    |              | Skå, Uppland        |       | 59.319950, 17.763609 | 10008400230001 | Ladda upp en bild av detta fornminne      |
| Skå 25:1                            | Runristning                 |              | Skå, Uppland        |       | 59.321520, 17.770185 | 10008400250001 | Ladda upp en bild av detta fornminne      |
| Skå 26:1                            | Stensättning                |              | Skå, Uppland        |       | 59.305609, 17.776419 | 10008400260001 | Ladda upp en bild av detta fornminne      |
| Skå 27:1                            | Gravfält                    |              | Skå, Uppland        |       | 59.311285, 17.776947 | 10008400270001 | Ladda upp en bild av detta fornminne      |
| Skå 28:1                            | Gravfält                    |              | Skå, Uppland        |       | 59.317103, 17.773386 | 10008400280001 | Ladda upp en bild av detta fornminne      |
| Skå 29:1                            | Grav- och boplatsområde     |              | Skå, Uppland        |       | 59.316371, 17.767037 | 10008400290001 | Ladda upp en bild av detta fornminne      |
| Skå 30:1                            | Röse                        |              | Skå, Uppland        |       | 59.317448, 17.765279 | 10008400300001 | Ladda upp en bild av detta fornminne      |
| Skå 32:1                            | Stensättning                |              | Skå, Uppland        |       | 59.313374, 17.734129 | 10008400320001 | Ladda upp en bild av detta fornminne      |
| Skå 32:2                            | Stensättning                |              | Skå, Uppland        |       | 59.313334, 17.733856 | 10008400320002 | Ladda upp en bild av detta fornminne      |
| Skå 33:1                            | Gravfält                    |              | Skå, Uppland        |       | 59.325489, 17.753876 | 10008400330001 | Ladda upp en bild av detta fornminne      |
| Skå 34:1                            | Gravfält                    |              | Skå, Uppland        |       | 59.327558, 17.771243 | 10008400340001 | Ladda upp en bild av detta fornminne      |
| Skå 35:1                            | Gravfält                    |              | Skå, Uppland        |       | 59.327640, 17.774367 | 10008400350001 | Ladda upp en bild av detta fornminne      |
| Skå 36:1                            | Röse                        |              | Skå, Uppland        |       | 59.345156, 17.761689 | 10008400360001 | Ladda upp en bild av detta fornminne      |
| Skå 37:1                            | Röse                        |              | Skå, Uppland        |       | 59.346404, 17.757255 | 10008400370001 | Ladda upp en bild av detta fornminne      |
| Skå 37:2                            | Stensättning                |              | Skå, Uppland        |       | 59.346513, 17.757102 | 10008400370002 | Ladda upp en bild av detta fornminne      |
| Skå 38:1                            | Gravfält                    |              | Skå, Uppland        |       | 59.342315, 17.769017 | 10008400380001 | Ladda upp en bild av detta fornminne      |
| Skå 39:1                            | Röse                        |              | Skå, Uppland        |       | 59.338533, 17.765927 | 10008400390001 | Ladda upp en bild av detta fornminne      |
| Skå 41:1                            | Gravfält                    |              | Skå, Uppland        |       | 59.338362, 17.742055 | 10008400410001 | Ladda upp en bild av detta fornminne      |
| Skå 43:1                            | Grav markerad av sten/block |              | Skå, Uppland        |       | 59.333077, 17.744945 | 10008400430001 | Ladda upp en bild av detta fornminne      |
| Skå 43:2                            | Grav markerad av sten/block |              | Skå, Uppland        |       | 59.333067, 17.744737 | 10008400430002 | Ladda upp en bild av detta fornminne      |
| Skå 44:1                            | Hög                         |              | Skå, Uppland        |       | 59.331074, 17.741950 | 10008400440001 | Ladda upp en bild av detta fornminne      |
| Skå 45:1                            | Gravfält                    |              | Skå, Uppland        |       | 59.333242, 17.750489 | 10008400450001 | Ladda upp en bild av detta fornminne      |
| Skå 46:1                            | Gravfält                    |              | Skå, Uppland        |       | 59.334282, 17.755719 | 10008400460001 | Ladda upp en bild av detta fornminne      |
| Skå 47:1                            | Röse                        |              | Skå, Uppland        |       | 59.334590, 17.761752 | 10008400470001 | Ladda upp en bild av detta fornminne      |
| Skå 47:2                            | Stensättning                |              | Skå, Uppland        |       | 59.334568, 17.762120 | 10008400470002 | Ladda upp en bild av detta fornminne      |
| Skå 48:1                            | Gravfält                    |              | Skå, Uppland        |       | 59.333995, 17.764748 | 10008400480001 | Ladda upp en bild av detta fornminne      |
| Skå 49:1                            | Gravfält                    |              | Skå, Uppland        |       | 59.333884, 17.765670 | 10008400490001 | Ladda upp en bild av detta fornminne      |
| Gullhagen (Skå 50:1)                | Gravfält                    |              | Skå, Uppland        |       | 59.350119, 17.752111 | 10008400500001 | Ladda upp en bild av detta fornminne      |
| Skå 51:1                            | Gravfält                    |              | Skå, Uppland        |       | 59.353485, 17.752156 | 10008400510001 | Ladda upp en bild av detta fornminne      |
| Skå 53:1                            | Stensättning                |              | Skå, Uppland        |       | 59.318751, 17.786747 | 10008400530001 | Ladda upp en bild av detta fornminne      |
| Skå 54:1                            | Runristning                 |              | Skå, Uppland        |       | 59.317820, 17.745741 | 10008400540001 | Ladda upp en bild av detta fornminne      |
| Skå 55:1                            | Gravfält                    |              | Skå, Uppland        |       | 59.334271, 17.757130 | 10008400550001 | Ladda upp en bild av detta fornminne      |
| Skå 56:1                            | Stensättning                |              | Skå, Uppland        |       | 59.334617, 17.757694 | 10008400560001 | Ladda upp en bild av detta fornminne      |
| Skå 57:1                            | Stensättning                |              | Skå, Uppland        |       | 59.317480, 17.775646 | 10008400570001 | Ladda upp en bild av detta fornminne      |
| Skå 58:1                            | Gravfält                    |              | Skå, Uppland        |       | 59.316765, 17.774786 | 10008400580001 | Ladda upp en bild av detta fornminne      |
| Skå 59:1                            | Hög                         |              | Skå, Uppland        |       | 59.316283, 17.765437 | 10008400590001 | Ladda upp en bild av detta fornminne      |
| Skå 60:1                            | Gravfält                    |              | Skå, Uppland        |       | 59.316990, 17.764715 | 10008400600001 | Ladda upp en bild av detta fornminne      |
| Skå 61:1                            | Gravfält                    |              | Skå, Uppland        |       | 59.317909, 17.745116 | 10008400610001 | Ladda upp en bild av detta fornminne      |
| Skå 63:1                            | Stensättning                |              | Skå, Uppland        |       | 59.334474, 17.732212 | 10008400630001 | Ladda upp en bild av detta fornminne      |
| Skå 64:1                            | Gravfält                    |              | Skå, Uppland        |       | 59.326388, 17.774161 | 10008400640001 | Ladda upp en bild av detta fornminne      |
| Skå 67:1                            | Stensättning                |              | Skå, Uppland        |       | 59.307991, 17.772215 | 10008400670001 | Ladda upp en bild av detta fornminne      |
| Skå 68:1                            | Stensättning                |              | Skå, Uppland        |       | 59.312255, 17.784172 | 10008400680001 | Ladda upp en bild av detta fornminne      |
| Skå 70:1                            | Stensättning                |              | Skå, Uppland        |       | 59.314675, 17.732591 | 10008400700001 | Ladda upp en bild av detta fornminne      |
| Skå 71:1                            | Stensättning                |              | Skå, Uppland        |       | 59.321011, 17.730563 | 10008400710001 | Ladda upp en bild av detta fornminne      |
| Skå 72:1                            | Stensättning                |              | Skå, Uppland        |       | 59.320375, 17.756631 | 10008400720001 | Ladda upp en bild av detta fornminne      |
| Skå 73:1                            | Stensättning                |              | Skå, Uppland        |       | 59.313433, 17.755580 | 10008400730001 | Ladda upp en bild av detta fornminne      |
| Skå 76:1                            | Hög                         |              | Skå, Uppland        |       | 59.316504, 17.764324 | 10008400760001 | Ladda upp en bild av detta fornminne      |
| Skå 78:1                            | Runristning                 |              | Skå, Uppland        |       | 59.328577, 17.729826 | 10008400780001 | Ladda upp en till bild av detta fornminne |
| Skå 79:1                            | Stensättning                |              | Skå, Uppland        |       | 59.326130, 17.766714 | 10008400790001 | Ladda upp en bild av detta fornminne      |
| Skå 81:1                            | Stensättning                |              | Skå, Uppland        |       | 59.332141, 17.767012 | 10008400810001 | Ladda upp en bild av detta fornminne      |
| Skå 87:1                            | Gravfält                    |              | Skå, Uppland        |       | 59.333283, 17.756777 | 10008400870001 | Ladda upp en bild av detta fornminne      |
| Skå 117                             | Stensättning                |              | Skå, Uppland        |       | 59.336932, 17.726231 | 12000000115009 | Ladda upp en bild av detta fornminne      |
| Skå 118                             | Stensättning                |              | Skå, Uppland        |       | 59.337145, 17.726406 | 12000000122486 | Ladda upp en bild av detta fornminne      |

## Sånga
| Namn                                   | Lämningstyp                 | Tillkomsttid | Historisk indelning | Plats | Läge                 | ID-nr          | Bild                                      |
| -------------------------------------- | --------------------------- | ------------ | ------------------- | ----- | -------------------- | -------------- | ----------------------------------------- |
| Sånga 1:1                              | Gravfält                    |              | Sånga, Uppland      |       | 59.357685, 17.661095 | 10009500010001 | Ladda upp en bild av detta fornminne      |
| Sånga 2:1                              | Stensättning                |              | Sånga, Uppland      |       | 59.359892, 17.664206 | 10009500020001 | Ladda upp en bild av detta fornminne      |
| Sånga 2:2                              | Stensättning                |              | Sånga, Uppland      |       | 59.359769, 17.664187 | 10009500020002 | Ladda upp en bild av detta fornminne      |
| Sånga 3:1                              | Hög                         |              | Sånga, Uppland      |       | 59.362295, 17.698821 | 10009500030001 | Ladda upp en bild av detta fornminne      |
| Sånga 8:1                              | Stensättning                |              | Sånga, Uppland      |       | 59.344685, 17.716380 | 10009500080001 | Ladda upp en bild av detta fornminne      |
| Sånga 8:2                              | Stensättning                |              | Sånga, Uppland      |       | 59.344647, 17.716129 | 10009500080002 | Ladda upp en bild av detta fornminne      |
| Sånga 10:1                             | Gravfält                    |              | Sånga, Uppland      |       | 59.342548, 17.716869 | 10009500100001 | Ladda upp en bild av detta fornminne      |
| Sånga 11:1                             | Runristning                 |              | Sånga, Uppland      |       | 59.348775, 17.717681 | 10009500110001 | Ladda upp en bild av detta fornminne      |
| Sånga 13:1                             | Stensättning                |              | Sånga, Uppland      |       | 59.338240, 17.700994 | 10009500130001 | Ladda upp en bild av detta fornminne      |
| Sånga 14:1                             | Gravfält                    |              | Sånga, Uppland      |       | 59.340018, 17.695151 | 10009500140001 | Ladda upp en bild av detta fornminne      |
| Upplands runinskrifter 32 (Sånga 14:2) | Runristning                 |              | Sånga, Uppland      |       | 59.340212, 17.694665 | 10009500140002 | Ladda upp en till bild av detta fornminne |
| Kung Haralds Hög (Sånga 15:1)          | Gravfält                    |              | Sånga, Uppland      |       | 59.347461, 17.700833 | 10009500150001 | Ladda upp en bild av detta fornminne      |
| Sånga 16:1                             | Fornborg                    |              | Sånga, Uppland      |       | 59.339701, 17.669145 | 10009500160001 | Ladda upp en bild av detta fornminne      |
| Sånga 20:1                             | Fornborg                    |              | Sånga, Uppland      |       | 59.337339, 17.675627 | 10009500200001 | Ladda upp en bild av detta fornminne      |
| Sånga 21:1                             | Stensättning                |              | Sånga, Uppland      |       | 59.331632, 17.678582 | 10009500210001 | Ladda upp en bild av detta fornminne      |
| Sånga 22:1                             | Stensättning                |              | Sånga, Uppland      |       | 59.327841, 17.683053 | 10009500220001 | Ladda upp en bild av detta fornminne      |
| Sånga 24:1                             | Gravfält                    |              | Sånga, Uppland      |       | 59.344234, 17.694323 | 10009500240001 | Ladda upp en bild av detta fornminne      |
| Sånga 26:1                             | Gravfält                    |              | Sånga, Uppland      |       | 59.357915, 17.753925 | 10009500260001 | Ladda upp en bild av detta fornminne      |
| Sånga 27:1                             | Gravfält                    |              | Sånga, Uppland      |       | 59.365940, 17.756888 | 10009500270001 | Ladda upp en bild av detta fornminne      |
| Sånga 28:1                             | Gravfält                    |              | Sånga, Uppland      |       | 59.369451, 17.748453 | 10009500280001 | Ladda upp en bild av detta fornminne      |
| Sånga 29:1                             | Gravfält                    |              | Sånga, Uppland      |       | 59.367219, 17.759428 | 10009500290001 | Ladda upp en bild av detta fornminne      |
| Sånga 30:1                             | Stensättning                |              | Sånga, Uppland      |       | 59.365650, 17.765746 | 10009500300001 | Ladda upp en bild av detta fornminne      |
| Sånga 31:1                             | Hög                         |              | Sånga, Uppland      |       | 59.362240, 17.776108 | 10009500310001 | Ladda upp en bild av detta fornminne      |
| Sånga 31:2                             | Stensättning                |              | Sånga, Uppland      |       | 59.362202, 17.776594 | 10009500310002 | Ladda upp en bild av detta fornminne      |
| Sånga 31:3                             | Stensättning                |              | Sånga, Uppland      |       | 59.362258, 17.776826 | 10009500310003 | Ladda upp en bild av detta fornminne      |
| Sånga 31:4                             | Stensättning                |              | Sånga, Uppland      |       | 59.362181, 17.777223 | 10009500310004 | Ladda upp en bild av detta fornminne      |
| Sånga 32:1                             | Stensättning                |              | Sånga, Uppland      |       | 59.369692, 17.765518 | 10009500320001 | Ladda upp en bild av detta fornminne      |
| Sånga 32:2                             | Stensättning                |              | Sånga, Uppland      |       | 59.369819, 17.765478 | 10009500320002 | Ladda upp en bild av detta fornminne      |
| Sånga 33:1                             | Röse                        |              | Sånga, Uppland      |       | 59.370695, 17.763593 | 10009500330001 | Ladda upp en bild av detta fornminne      |
| Upplands runinskrifter 35 (Sånga 34:1) | Runristning                 |              | Sånga, Uppland      |       | 59.363403, 17.733109 | 10009500340001 | Ladda upp en till bild av detta fornminne |
| Sånga 35:1                             | Stensättning                |              | Sånga, Uppland      |       | 59.365220, 17.714327 | 10009500350001 | Ladda upp en bild av detta fornminne      |
| Sånga 35:2                             | Stensättning                |              | Sånga, Uppland      |       | 59.365066, 17.714623 | 10009500350002 | Ladda upp en bild av detta fornminne      |
| Sånga 35:3                             | Stensättning                |              | Sånga, Uppland      |       | 59.365118, 17.714301 | 10009500350003 | Ladda upp en bild av detta fornminne      |
| Sånga 35:4                             | Stensättning                |              | Sånga, Uppland      |       | 59.365314, 17.713948 | 10009500350004 | Ladda upp en bild av detta fornminne      |
| Sånga 37:1                             | Runristning                 |              | Sånga, Uppland      |       | 59.349072, 17.719400 | 10009500370001 | Ladda upp en bild av detta fornminne      |
| Sånga 38:1                             | Gravfält                    |              | Sånga, Uppland      |       | 59.362129, 17.702449 | 10009500380001 | Ladda upp en bild av detta fornminne      |
| Sånga 39:1                             | Stensättning                |              | Sånga, Uppland      |       | 59.361807, 17.706724 | 10009500390001 | Ladda upp en bild av detta fornminne      |
| Sånga 40:1                             | Gravfält                    |              | Sånga, Uppland      |       | 59.357611, 17.700397 | 10009500400001 | Ladda upp en bild av detta fornminne      |
| Sånga 42:1                             | Gravfält                    |              | Sånga, Uppland      |       | 59.354292, 17.705324 | 10009500420001 | Ladda upp en bild av detta fornminne      |
| Sånga 43:1                             | Stensättning                |              | Sånga, Uppland      |       | 59.352906, 17.702993 | 10009500430001 | Ladda upp en bild av detta fornminne      |
| Sånga 45:2                             | Borg                        |              | Sånga, Uppland      |       | 59.362142, 17.726516 | 10009500450002 | Ladda upp en bild av detta fornminne      |
| Sånga 46:1                             | Stensättning                |              | Sånga, Uppland      |       | 59.350347, 17.689183 | 10009500460001 | Ladda upp en bild av detta fornminne      |
| Sånga 46:2                             | Stensättning                |              | Sånga, Uppland      |       | 59.350090, 17.688718 | 10009500460002 | Ladda upp en bild av detta fornminne      |
| Sånga 47:1                             | Gravfält                    |              | Sånga, Uppland      |       | 59.351798, 17.695733 | 10009500470001 | Ladda upp en bild av detta fornminne      |
| Sånga 48:1                             | Stensättning                |              | Sånga, Uppland      |       | 59.350095, 17.691801 | 10009500480001 | Ladda upp en bild av detta fornminne      |
| Sånga 48:2                             | Stensättning                |              | Sånga, Uppland      |       | 59.350331, 17.691597 | 10009500480002 | Ladda upp en bild av detta fornminne      |
| Sånga 49:1                             | Gravfält                    |              | Sånga, Uppland      |       | 59.348997, 17.690991 | 10009500490001 | Ladda upp en bild av detta fornminne      |
| Sånga 50:1                             | Stensättning                |              | Sånga, Uppland      |       | 59.349494, 17.692140 | 10009500500001 | Ladda upp en bild av detta fornminne      |
| Sånga 51:1                             | Stensättning                |              | Sånga, Uppland      |       | 59.323907, 17.691302 | 10009500510001 | Ladda upp en bild av detta fornminne      |
| Sånga 52:1                             | Stensättning                |              | Sånga, Uppland      |       | 59.356134, 17.693950 | 10009500520001 | Ladda upp en bild av detta fornminne      |
| Sånga 52:2                             | Stensättning                |              | Sånga, Uppland      |       | 59.355943, 17.693950 | 10009500520002 | Ladda upp en bild av detta fornminne      |
| Sånga 53:1                             | Gravfält                    |              | Sånga, Uppland      |       | 59.355963, 17.689916 | 10009500530001 | Ladda upp en bild av detta fornminne      |
| Sånga 54:1                             | Gravfält                    |              | Sånga, Uppland      |       | 59.356348, 17.686905 | 10009500540001 | Ladda upp en bild av detta fornminne      |
| Sånga 55:1                             | Fornborg                    |              | Sånga, Uppland      |       | 59.369294, 17.735510 | 10009500550001 | Ladda upp en bild av detta fornminne      |
| Sånga 56:1                             | Stensättning                |              | Sånga, Uppland      |       | 59.370960, 17.730587 | 10009500560001 | Ladda upp en bild av detta fornminne      |
| Sånga 57:1                             | Stensättning                |              | Sånga, Uppland      |       | 59.372334, 17.665561 | 10009500570001 | Ladda upp en bild av detta fornminne      |
| Sånga 58:1                             | Gravfält                    |              | Sånga, Uppland      |       | 59.365957, 17.655546 | 10009500580001 | Ladda upp en bild av detta fornminne      |
| Sånga 60:1                             | Gravfält                    |              | Sånga, Uppland      |       | 59.363372, 17.650406 | 10009500600001 | Ladda upp en bild av detta fornminne      |
| Sånga 61:1                             | Gravfält                    |              | Sånga, Uppland      |       | 59.359925, 17.650060 | 10009500610001 | Ladda upp en bild av detta fornminne      |
| Sånga 63:1                             | Gravfält                    |              | Sånga, Uppland      |       | 59.360302, 17.762097 | 10009500630001 | Ladda upp en bild av detta fornminne      |
| Sånga 64:1                             | Gravfält                    |              | Sånga, Uppland      |       | 59.356267, 17.680401 | 10009500640001 | Ladda upp en bild av detta fornminne      |
| Galgbacken (Sånga 66:1)                | Runristning                 |              | Sånga, Uppland      |       | 59.374107, 17.672811 | 10009500660001 | Ladda upp en bild av detta fornminne      |
| Galgbacken (Sånga 66:2)                | Runristning                 |              | Sånga, Uppland      |       | 59.374099, 17.672663 | 10009500660002 | Ladda upp en bild av detta fornminne      |
| Sånga 67:1                             | Stensättning                |              | Sånga, Uppland      |       | 59.376715, 17.659897 | 10009500670001 | Ladda upp en bild av detta fornminne      |
| Sånga 67:2                             | Stensättning                |              | Sånga, Uppland      |       | 59.376801, 17.659913 | 10009500670002 | Ladda upp en bild av detta fornminne      |
| Sånga 68:1                             | Gravfält                    |              | Sånga, Uppland      |       | 59.377393, 17.656669 | 10009500680001 | Ladda upp en bild av detta fornminne      |
| Sånga 69:1                             | Hög                         |              | Sånga, Uppland      |       | 59.377077, 17.654793 | 10009500690001 | Ladda upp en bild av detta fornminne      |
| Sånga 69:2                             | Hög                         |              | Sånga, Uppland      |       | 59.377169, 17.654767 | 10009500690002 | Ladda upp en bild av detta fornminne      |
| Sånga 70:1                             | Gravfält                    |              | Sånga, Uppland      |       | 59.358697, 17.650975 | 10009500700001 | Ladda upp en bild av detta fornminne      |
| Sånga 71:1                             | Stensättning                |              | Sånga, Uppland      |       | 59.384919, 17.725016 | 10009500710001 | Ladda upp en bild av detta fornminne      |
| Sånga 71:2                             | Stensättning                |              | Sånga, Uppland      |       | 59.385079, 17.724961 | 10009500710002 | Ladda upp en bild av detta fornminne      |
| Sånga 71:3                             | Stensättning                |              | Sånga, Uppland      |       | 59.384833, 17.725157 | 10009500710003 | Ladda upp en bild av detta fornminne      |
| Sånga 73:1                             | Stensättning                |              | Sånga, Uppland      |       | 59.367158, 17.765827 | 10009500730001 | Ladda upp en bild av detta fornminne      |
| Sånga 77:1                             | Hög                         |              | Sånga, Uppland      |       | 59.362734, 17.650361 | 10009500770001 | Ladda upp en bild av detta fornminne      |
| Sånga 78:1                             | Gravfält                    |              | Sånga, Uppland      |       | 59.368354, 17.764557 | 10009500780001 | Ladda upp en bild av detta fornminne      |
| Sånga 81:1                             | Stensättning                |              | Sånga, Uppland      |       | 59.353715, 17.703310 | 10009500810001 | Ladda upp en bild av detta fornminne      |
| Sånga 82:1                             | Stensättning                |              | Sånga, Uppland      |       | 59.380512, 17.745084 | 10009500820001 | Ladda upp en bild av detta fornminne      |
| Sånga 82:2                             | Stensättning                |              | Sånga, Uppland      |       | 59.380590, 17.745087 | 10009500820002 | Ladda upp en bild av detta fornminne      |
| Sånga 83:1                             | Stensättning                |              | Sånga, Uppland      |       | 59.372556, 17.760367 | 10009500830001 | Ladda upp en bild av detta fornminne      |
| Sånga 83:2                             | Stensättning                |              | Sånga, Uppland      |       | 59.372618, 17.760261 | 10009500830002 | Ladda upp en bild av detta fornminne      |
| Sånga 83:3                             | Stensättning                |              | Sånga, Uppland      |       | 59.372681, 17.760129 | 10009500830003 | Ladda upp en bild av detta fornminne      |
| Sånga 84:1                             | Gravfält                    |              | Sånga, Uppland      |       | 59.352751, 17.702545 | 10009500840001 | Ladda upp en bild av detta fornminne      |
| Sånga 85:1                             | Stensättning                |              | Sånga, Uppland      |       | 59.357769, 17.698158 | 10009500850001 | Ladda upp en bild av detta fornminne      |
| Sånga 86:1                             | Stensättning                |              | Sånga, Uppland      |       | 59.367135, 17.654747 | 10009500860001 | Ladda upp en bild av detta fornminne      |
| Sånga 86:2                             | Stensättning                |              | Sånga, Uppland      |       | 59.367163, 17.654924 | 10009500860002 | Ladda upp en bild av detta fornminne      |
| Sånga 90:1                             | Stensättning                |              | Sånga, Uppland      |       | 59.381395, 17.645916 | 10009500900001 | Ladda upp en bild av detta fornminne      |
| Sånga 93:1                             | Stensättning                |              | Sånga, Uppland      |       | 59.355863, 17.742104 | 10009500930001 | Ladda upp en bild av detta fornminne      |
| Sånga 95                               | Gravfält                    |              | Sånga, Uppland      |       | 59.360600, 17.763634 | 12000000115378 | Ladda upp en bild av detta fornminne      |
| Sånga 96                               | Stensättning                |              | Sånga, Uppland      |       | 59.359720, 17.763467 | 12000000115380 | Ladda upp en bild av detta fornminne      |
| Sånga 97                               | Grav markerad av sten/block |              | Sånga, Uppland      |       | 59.359800, 17.763433 | 12000000115381 | Ladda upp en bild av detta fornminne      |
| Färentuna 20:1                         | Gravfält                    |              | Sånga, Uppland      |       | 59.385956, 17.647709 | 10002200200001 | Ladda upp en bild av detta fornminne      |